# HK416突擊步槍
HK416是由黑克勒-科赫以HK G36突擊步槍的氣動系統在M4卡賓槍的設計上重新改造而成，原為M4上機匣套件，現已成為完整的突擊步槍推出，亦可以換裝上機匣組來改造AR-15而成。

## 概要
黑克勒-科赫聘請從美軍三角洲特種部隊退伍的賴瑞·維克斯擔任HK416卡賓槍項目的負責人。HK416卡賓槍項目原本名為HKM4，但因為當時柯爾特擁有M4系列卡賓槍的商標專利而控告黑克勒-科赫，並嘗試取得有關HKM4及XM8的細節，所以黑克勒-科赫改稱其為HK416，並自序號88-000011起在機匣改標為HK416。唯後來在2005年M4一詞已在大毒蛇與柯爾特的訴訟中被判為通用名詞，因此柯爾特已失去M4一詞的商標專利，亦因此Daniel Defense可以合法使用DDM4作為其AR-15系列步槍的名稱。
黑克勒-科赫曾欲以HK416參與SCAR的競標，但由於本身為政府贊助標案之故，避免不公而遭排除在外。
黑克勒-科赫同樣推出了HK416的加大口徑版本HK417，使用7.62×51 NATO子彈。

## 設計
HK416採用G36的短行程活塞系統，比AR-10、M16及M4的導氣管傳動式更為可靠，但重量更重。2007年7月美國陸軍的測試場試射中，HK416卡彈233次，贏過M4卡賓槍的882次卡彈（彈匣故障239次，被評為「明顯地最差」），但遠遜於XM8的127次，而第二名的FN SCAR-L突擊步槍也只是卡彈226次。然而在美軍當中仍有89%士兵表示信賴M4。但此項測驗的樣槍中，M4卡賓槍從基層部隊抽調，而其它參與測試的SCAR、XM8、HK416則是廠商提供的全新產品。
儘管AR-15／M16／M4是以英制單位設計，HK416除了緩衝管、握把、彈匣釋放鈕及槍口螺紋外完全改用了公制單位，並使用CATIA V4設計。

### 機匣
- 下機匣比較，差別為
- 1. HK416機匣前機匣結合插梢處並未加強構造
- 2. HK416彈匣井為3.5度而非10度
- 3. HK416加上了緩衝止位銷固定銷的孔洞

- 上機匣側面比較，差別為
- 1. HK416槍管螺帽螺紋為M32×1.5，而非M4的1.25-18 UNEF-2AG，螺紋亦較M4長
- 2. HK416頂部加高3/8英吋
- 3. HK416槍機導桿凸塊較小

- 上機匣頂部比較，差別為HK416加上了容納護木固定凸塊的凹槽

HK416上機匣以7022 T6、下機匣以未公開成份鍛造件加工而成。除第一代民用型MR系列以外，HK416系列機匣皆可與AR-15系統相容。
HK416序號前綴為88-；量產型416C為171-；G38為174-；.300口徑的HK337為182-；G95K為188-。民用型的MR223機匣序號前綴為143-，MR556則為241-。

#### HK416
上機匣為加強結構、容納短行程活塞及容納護木固定凸塊而高度比AR-15高出3/8英吋，槍管螺帽螺紋亦為公制，因此與AR-15護木完全無法相容。為容納槍機導桿的凸塊較一般AR-15小，頂部前方亦預留固定護木的凹洞，並在頂部設有MIL-STD-1913導軌。下機匣為使用HK空包彈彈匣而採用SA80般的3.5度彈匣井，並設有喇叭型彈匣井，連接緩衝管的部分加強了結構，另外使用了較耐用的特規緩衝止位銷，並使用彈簧銷固定在下機匣中。下機匣上的射擊選擇桿圖示使用國際通用圖示，並在兩邊皆有標示。
而HK416C則採用同樣的鍛造件加工，但因其採用了拉桿式PDW槍托而在下機匣彈匣井後方額外加上兩個孔安裝托環，以在槍托完全收縮時固定托桿；另外由於416C的特規緩衝系統省略了緩衝止位銷，因此下機匣亦未加工止位銷及固定銷安裝孔。
民用型MR系列起初為完全防止用家將其修改成全自動步槍而跟市場上的民用AR-15一樣將扳機倉改為一般半自動規格，並將後方機匣結合插梢前移6公釐，因此MR系列完全無法跟其他AR-15機匣結合。而機匣結合插梢在A1版已回復為AR-15規格。

#### HK416 A5
HK416 A5開始改用了新款機匣鍛造件，加上了雙邊操作部件護欄。上機匣頂部改為北約附件導軌，並向前後新增格數，與護木組成一整條連續導軌，以及在後方機匣結合插梢孔加入板簧以確保機匣穩固。下機匣彈匣井改為傳統AR-15的10度傾斜式開口，喇叭型開口縮為一般AR-15的寬度，並改用加大扳機護圈，而扳機護圈改為用兩根彈簧銷固定，無法輕易拆下。G95K初期亦沿用416 A5機匣，後來改為彈匣井前方加上切角的機匣。

### 槍管

政府型、特戰型及HK416重槍管對比

HK416配有一根冷鍛碳鋼槍管，纏距為1:7，並加上了口徑漸減設計（以MR556的16.5英吋槍管為例，膛室起直徑為5.56公釐，到槍口漸縮為5.53公釐）以增加精確度。其冷鍛碳鋼槍管的壽命約20,000發，槍管的鋼材來自法國的Aubert & Duval。
HK416的槍管延伸較長：AR-15的槍管延伸長0.990英吋，HK416的則為1.19英吋（30公釐），因此不能使用AR-15槍管。而在416 A2起加入OTB能力後，槍管延伸底部被開出排水孔，並在槍機閉鎖後退彈鉤的位置（約一點半鐘方向）鉚上一根鋼銷以作支撐。
而為了增加精確度改用了直徑0.985英吋（25公釐）的重槍管，相比之下一般M4的「政府型」槍管（可下掛M203的槍管）除膛室以外最大直徑為0.845英吋，中間直徑更僅得0.64英吋。但10.4英吋槍管及HK416C沿用了類似政府型槍管的中等輪廓槍管。
HK416 IC的槍管加上了凹槽以減輕槍管重量，416 A5起則改為改幼槍管整體輪廓，並將槍管延伸定位改為凹處固定在上機匣槍管螺帽螺紋凸點，以致A5跟以往的HK416槍管無法相容。
HK416的導氣座可供安裝摺疊準星、刺刀及槍背帶，在長槍管型上設有獨立刺刀座。後來槍背帶環被移除。416 A3改用了兩段（N-S）可調導氣座，但使用時曾發生自動切換設定的問題。416 IC將調節鈕改為位於前方可用子彈或工具調節的旋鈕，416 A5起則改為無需工具的旋鈕，並將導氣座熱縮定位於槍管上，摺疊準星、刺刀安裝功能改為各自獨立安裝在槍管上的配件。
民用型MR系列的槍管延伸在拋殼口對側加上了凸塊，以阻止MR系列裝上全自動槍機組及全自動下機匣後可以進行全自動射擊。

### 槍機組
由於改用了短行程活塞，HK416改用了專利特規槍機組。槍機組由14NiCr18鋼製造，當中槍機的退彈鉤亦改由35NiCrMo16鋼鍛造而成。槍機座尾部下方加厚，以防止短行程活塞運作導致槍機傾斜，此設計因T65早有使用而無法申請專利。
在過量氣體及重緩衝下，HK416的零件運作速度較快，因此在使用底火較軟的彈藥時有機會撞火擊發，因此自416 A1起增加了撞針保險及撞針彈簧，撞針尾部亦加大以觸及撞針保險。而在416 A2加入OTB能力後，槍機座撞針下方，用以將擊錘歸位的斜面加上了排水的孔洞。
民用型MR系列則改用了半自動槍機組（底部孔洞向後稍為延伸至無法觸動連發阻鐵），並且加上了對應槍管延伸凸塊的凹槽，其餘皆與OTB槍機組無異。

### 緩衝系統
由於為了保證可靠性，HK416的氣動系統導入多於正常運作所需的氣體量，因此需使用HK重緩衝以避免後座力過大及損壞槍枝，其中以短槍管型為甚。HK重緩衝內部加入了鎢粉以防止槍機回彈，緩衝及緩衝彈簧上皆有紅色標示以跟其他AR-15緩衝系統作區分。

### 護木
HK416的護木為6082鋁合金一體成形浮動式護木，四面設有MIL-STD-1913導軌。護木加上凸塊以固定在上機匣，因此只需一顆螺栓便能將護木固定在槍管螺帽上，拆除護木再安裝時亦能保持安裝在上的配件歸零。HK416的護木固定栓使用附帶槍背帶扣的凸塊作扳手拆卸，緊急時亦能使用槍機上的七個鎖耳（除去退彈鉤上的鎖耳）充當扳手拆卸。
後來在416 A5起改用了SW11規格螺栓，改用11公釐開口扳手或一字螺絲起子拆卸，同時頂部改用北約附件導軌。槍管螺帽螺紋改為更密的版本，螺帽亦較短，因此416 A5的槍管螺帽無法與舊版本相容。
416 A7／G38／MR223 A3則改用了較輕薄的HKey（HK專利公制導軌安裝界面）護木，後來在G38／G95K上改用了以槓桿拉緊固定栓夾緊槍管螺帽的快拆式HKey護木。再後來為了進一步減輕重量，G38及416 A8再改用上下加上孔洞的輕量化快拆式HKey護木。

### 槍托及握把
HK416可使用任何AR-15槍托及握把，其中槍托可六段式伸縮調節。HK416的緩衝管加上了可調軸承，令調節槍托時更順暢，槍托亦能在固定時減少晃動。
起初HK416的連槍配件為類似TangoDown BG-16握把及M4槍托的配件，後來改為HK自行設計的Battle Grip握把及E1／E2槍托，兩者皆設有儲物空間。Battle Grip握把依儲物空間空間設計分別有V3、V4版。在挪威的416 N／K上部分改用了移除手指凹槽的V6握把及薄身版槍托。後來自416 A5起統一改用V7握把及薄身版槍托，並改用較長的堡形螺帽以承托完全收縮的槍托，以免步槍掉落時因撞擊造成緩衝管斷裂。
民用型MR223則改用了沒有儲物空間的V1／V2握把。

### 操作配件
- AR-15及HK416 A3扳機組比較，各部件分別為：
- 扳機
- 阻鐵釋放桿
- 阻鐵
- 擊鎚
- 擊鎚軸襯
- 保護橋

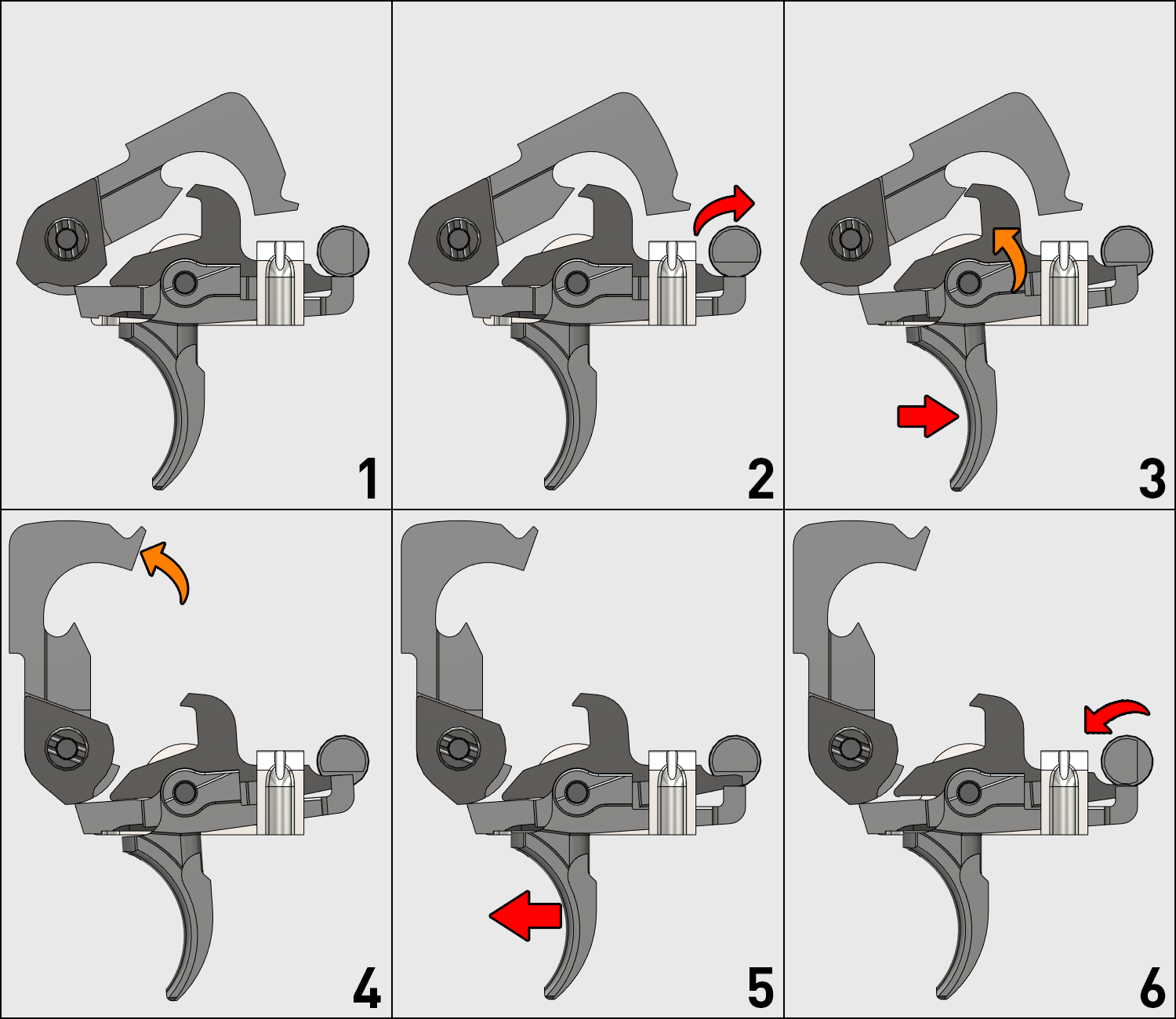
HK416 A3歐洲式扳機運作方式
1. 扳機組未被扣動，且射擊選擇桿位於「保險」位置
2. 射擊選擇桿轉至「半自動」位置
3. 扳機被扣壓，扳機後部連桿推動阻鐵釋放桿
4. 阻鐵釋放桿轉動一定程度，前方阻鐵面不再阻擋擊鎚，因此擊鎚被釋放
5. 放開扳機後，扳機因彈簧而歸位
6. 因扳機已歸位，射擊選擇桿不受連桿阻擋，因此可轉回「保險」位置

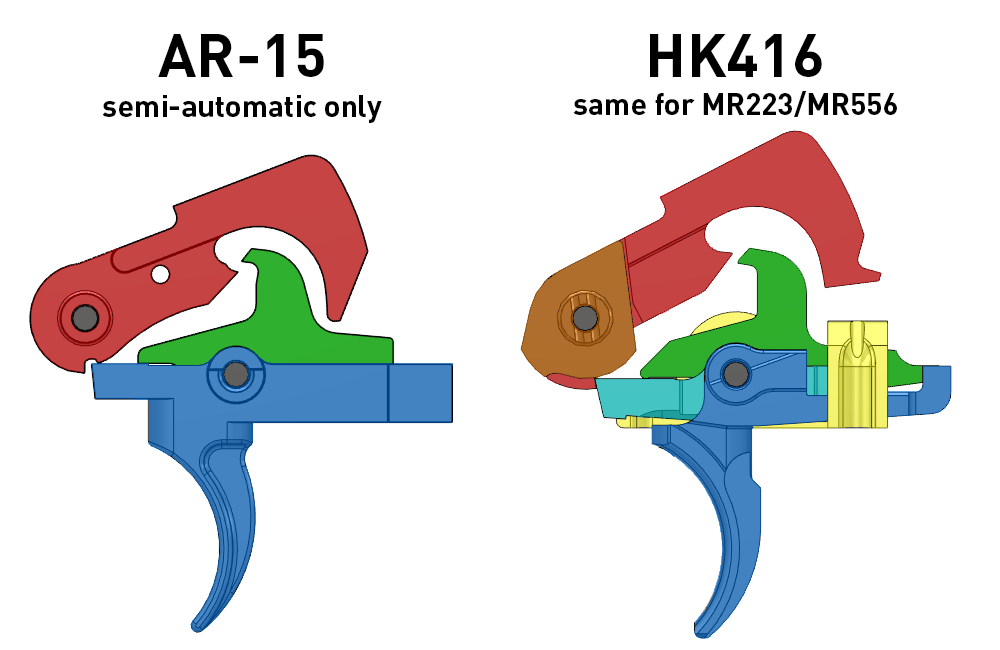
AR-15及HK416 A3扳機組比較，各部件分別為：
扳機（Trigger）
阻鐵釋放桿（Sear release rocker）
阻鐵（Disconnector）
擊鎚（Hammer）
擊鎚軸襯（Scheibe）
保護橋（Bridge）

HK416起初配有單邊射擊選擇桿，416 A3／A4起改為雙邊射擊選擇桿。HK416的射擊選擇桿為0（保險）-90（半自動）-180度（全自動），416 A7改為0（保險）-45（半自動）-90度（全自動）。另外由於德國民用槍械法規，以及歐洲軍隊訓練習慣任何時候都可以把步槍調到保險，自MR223／416 A3起改為不論擊鎚狀態皆可將射擊選擇桿調至保險的歐洲式扳機組，主要變更為把扳機系統由以往的三部件（扳機、阻鐵、擊鎚）改為四部件（扳機、阻鐵釋放桿（德語：abzugstollen）、阻鐵、擊鎚），以容許扳機在擊鎚未被扳倒時仍能歸位，允許射擊選擇桿轉至保險。HK416扳機系統以16MnCr5鉻錳鋼製成。HK416的扳機為一段軍規扳機，416 S／A4起改為二段扳機。自416 A5起扳機及擊錘梢改用卡簧定位的防走位插梢。
HK416的無彈後定釋放桿、彈匣釋放鈕及槍機拉柄為標準AR-15形式。416 A3／A4起改用可更換加大定位鉤方向的槍機拉柄。416 A5起改用雙邊無彈後定釋放桿及雙邊彈匣釋放鈕。416 A7／F再將槍機拉柄改為類似MCX的雙定位鉤雙邊槍機拉柄。

### 表面處理
HK416採用陽極氧化處理，一般為黑色外觀，由於德國並無任何生產鋁製槍械的經驗，HK416初期表面處理品質較差。供給諸如三角洲部隊的HK416則改用強度較高的透明硬膜。416 A5起加入RAL 8000綠棕色外觀。而G95K則改用了Cerakote表面處理。

### 附件
HK416標配瞄準基線28公釐高的HK傳統鼓狀照門及柱狀準星，自416 A3起加入33公釐高的目標孔照門及柱狀準星。416 A5加入了整合在護木的摺疊準星，416 A7／MR223 A3則加入了安裝在導軌的摺疊準星。
由於HK416導氣座上的槍背帶環被移除，因此H&K後來開始提供安裝在護木頂部導軌的雙邊槍背帶環，並被採用於416 F及部分G38上。

### 彈匣

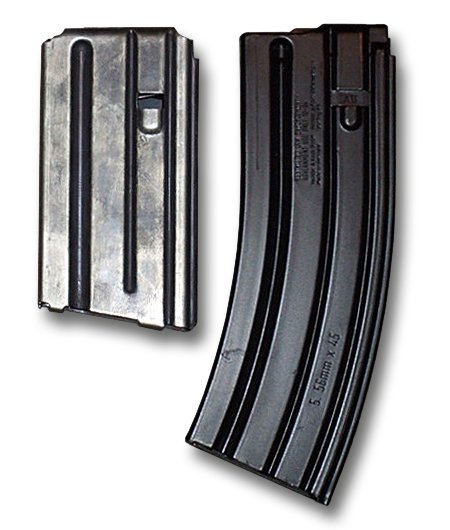
HK 30發鋼製彈匣（右）

HK416可使用任何符合STANAG 4179協議草案的彈匣，但因彈匣井角度HK416無法使用專門為AR-15設計的30發PMAG GEN 1和GEN M2（經加工削除部分聚合物後即可使用），但能使用外銷用的EMAG，而參與海神之矛行動的海豹六隊成員亦使用了EMAG為其HK416供彈。為此Magpul後來推出的PMAG GEN M3加入了HK416、M27及MR556的相容性。自416 A5改為10度傾斜式彈匣井後已無彈匣相容問題。
黑克勒-科赫為HK416標配源自SA80 A2升級的耐海水鋼製彈匣（黑克勒-科赫稱其為高可靠度鋼製彈匣）和聚合物製彈匣，在G38／G95上則配有第三代HK聚合物彈匣（英語：HK Gen3 PM）。

## 採用

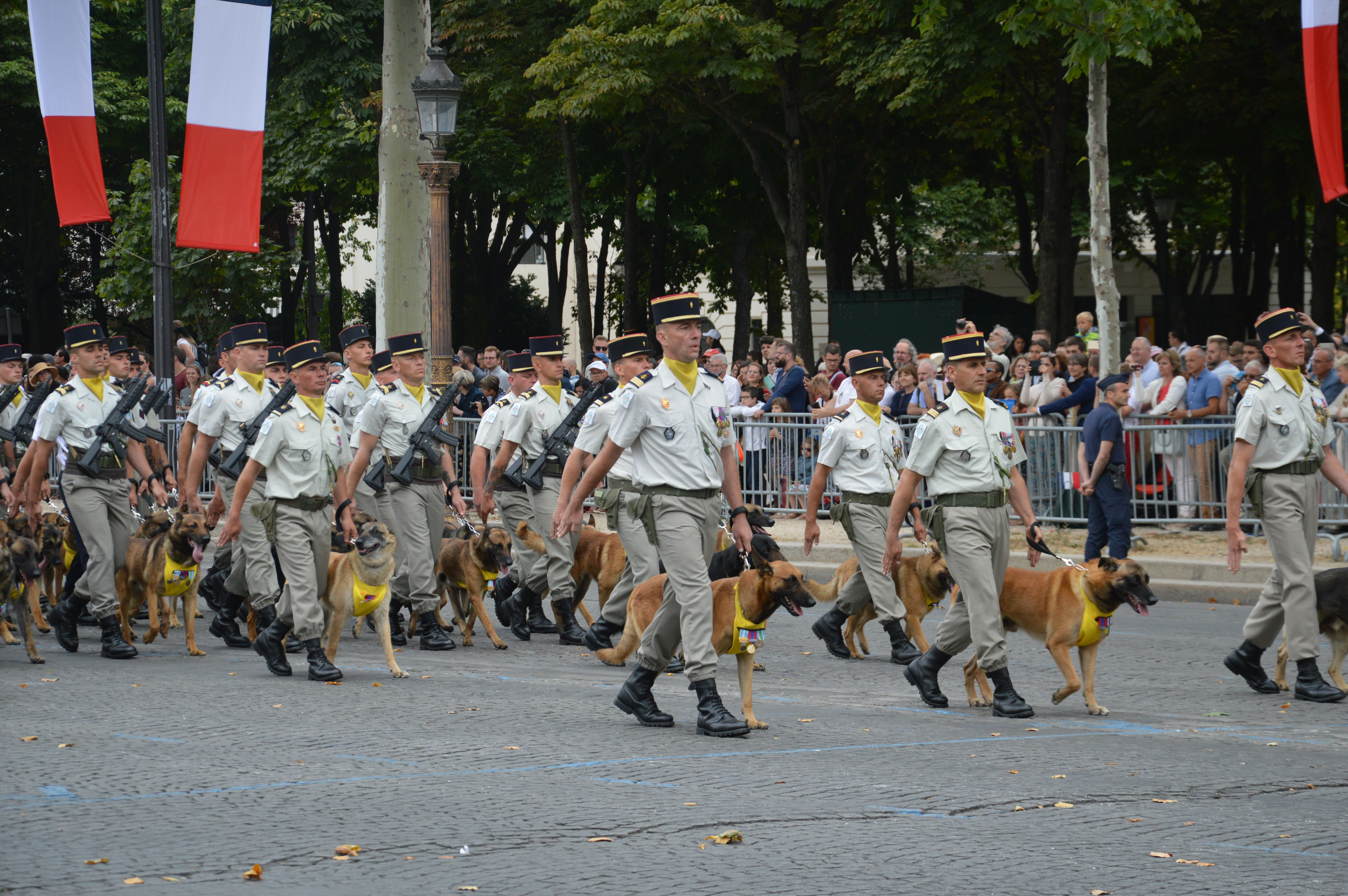
在2019年巴士底日閱兵中攜帶HK416 F-C的法國陸軍第132軍犬步兵團士兵

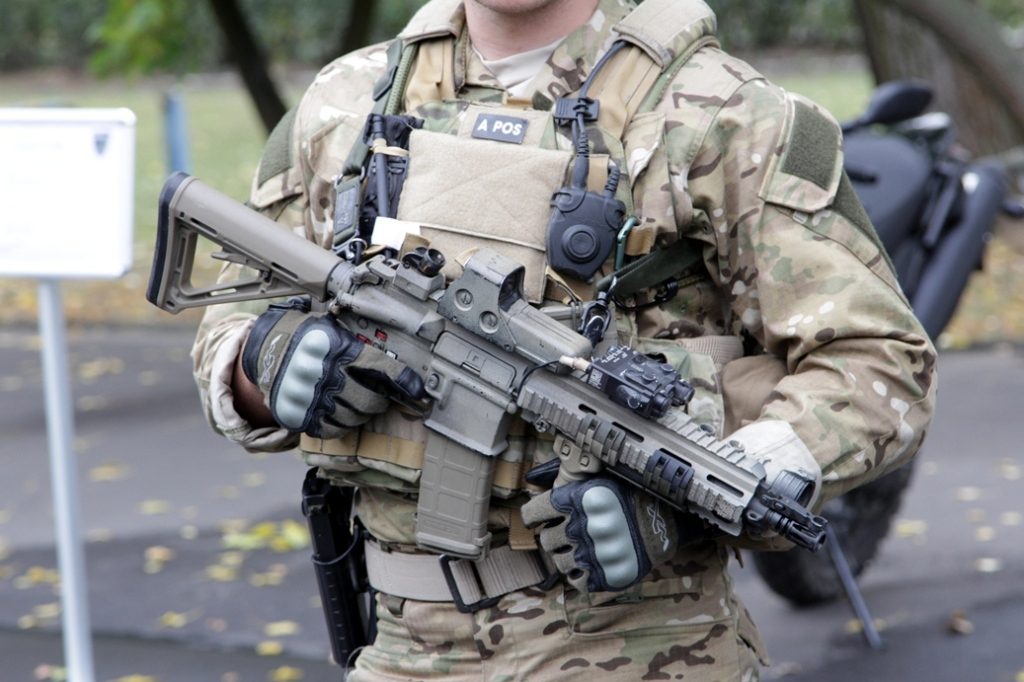
手持HK416 D10RS的波蘭特種部隊隊員，並使用了PMAG 30 GEN M2

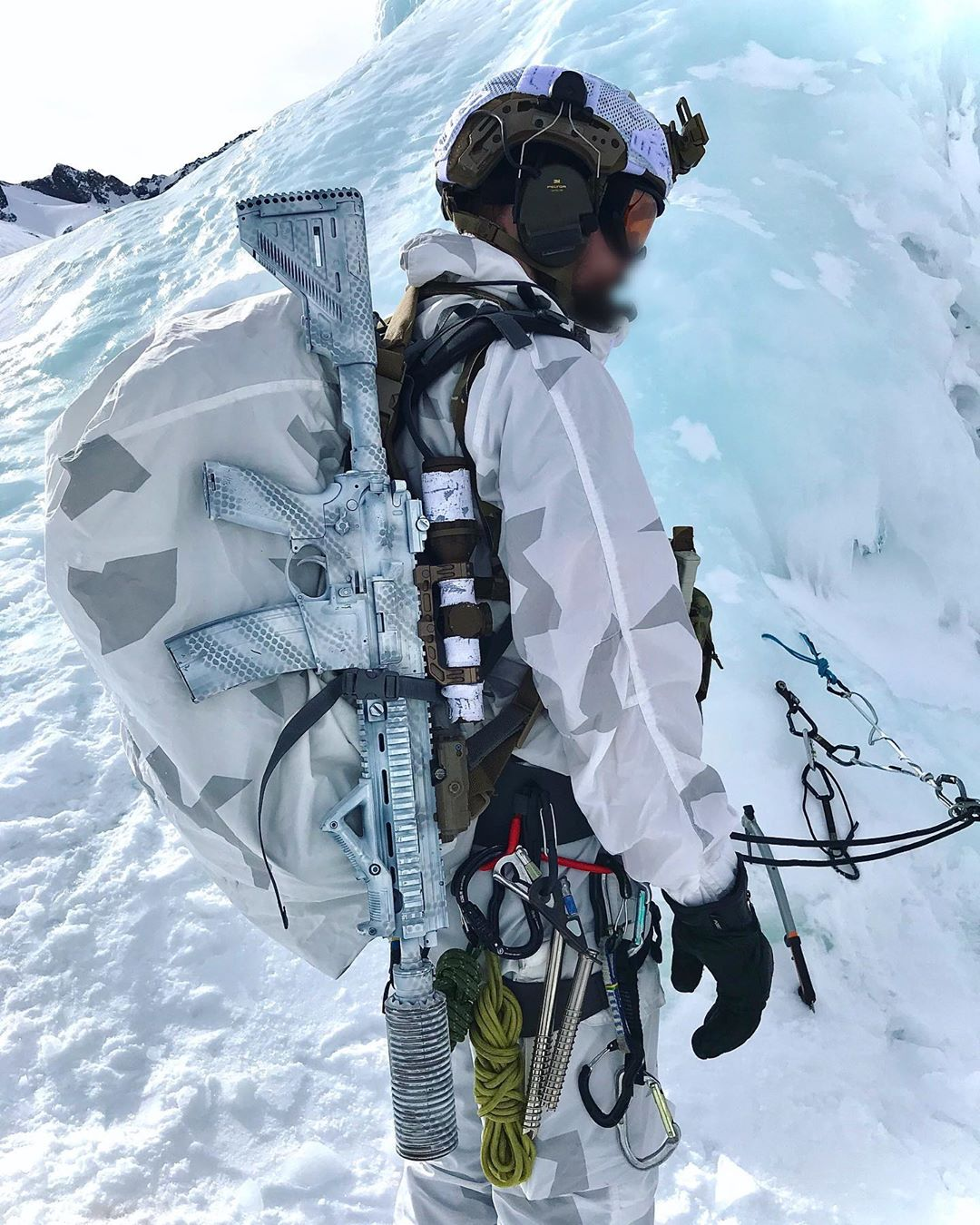
正在奧地利進行山地導向課程的荷蘭皇家陸軍突擊隊（KCT）隊員，正攜帶了一把HK416 A5 - 11"

因HK416在美國研製、改良自AR-15槍系結構，而便於慣用AR-15槍系的國家上手。
例如美國警方汰換原本使用的G36，已有操作C7突擊步槍經驗的挪威國防軍在2008年更採用為制式步槍，全面替換原本的AG-3。而土耳其原先也打算以Mehmetçik-1（也稱為MKEK-1）的名義仿製該槍以替換HK G3，但計劃後來被取消，並被更先進及發射7.62×51公釐北約子彈的MKEK MPT-76戰鬥步槍所取代。
非對稱作戰群曾少量裝備HK416，以測試替換M4卡賓槍的可能性，但其後美國陸軍宣佈不會大量採用HK416，這數百把HK416不久便被回收，原因是軍方認為部隊應該採用官方通用武器。而聯合特種作戰司令部屬下的一層級（Tier 1）特種作戰部隊目前則以HK416作為制式步槍。
2016年10月，法國軍隊宣佈採用HK416 F為新型制式步槍，取代自1970年代起裝備至今的FAMAS。令法國成為繼挪威後第二個以HK416作主要制式步槍的國家。2017年，法國的黑克勒-科赫的進口商RUAG Defence宣佈將會在法國發售兩款基於HK416 F的MR223 A3。
2017年，HK416 A7被用於參加聯邦國防軍突擊步槍系統標案，最終敗給MK 556。由於MK 556因侵權問題而被取消合約，HK416仍有機會在再審核中被國防軍選為新型制式步槍。
2020年，法軍採用了配上藍色護木及消焰器的HK416 F-S自動電動槍（AEG）版本，並配有Holosun HS510C紅點鏡，將作為訓練步槍使用。
2022年12月14日，德國聯邦國防部發出新聞稿，正式宣佈HK416 A8成為延誤多時的聯邦國防軍突擊步槍系統標案贏家，並將16.5英寸及14英寸槍管型分別命名為G95 A1及G95K A1。

## 衍生型

### 軍警用型

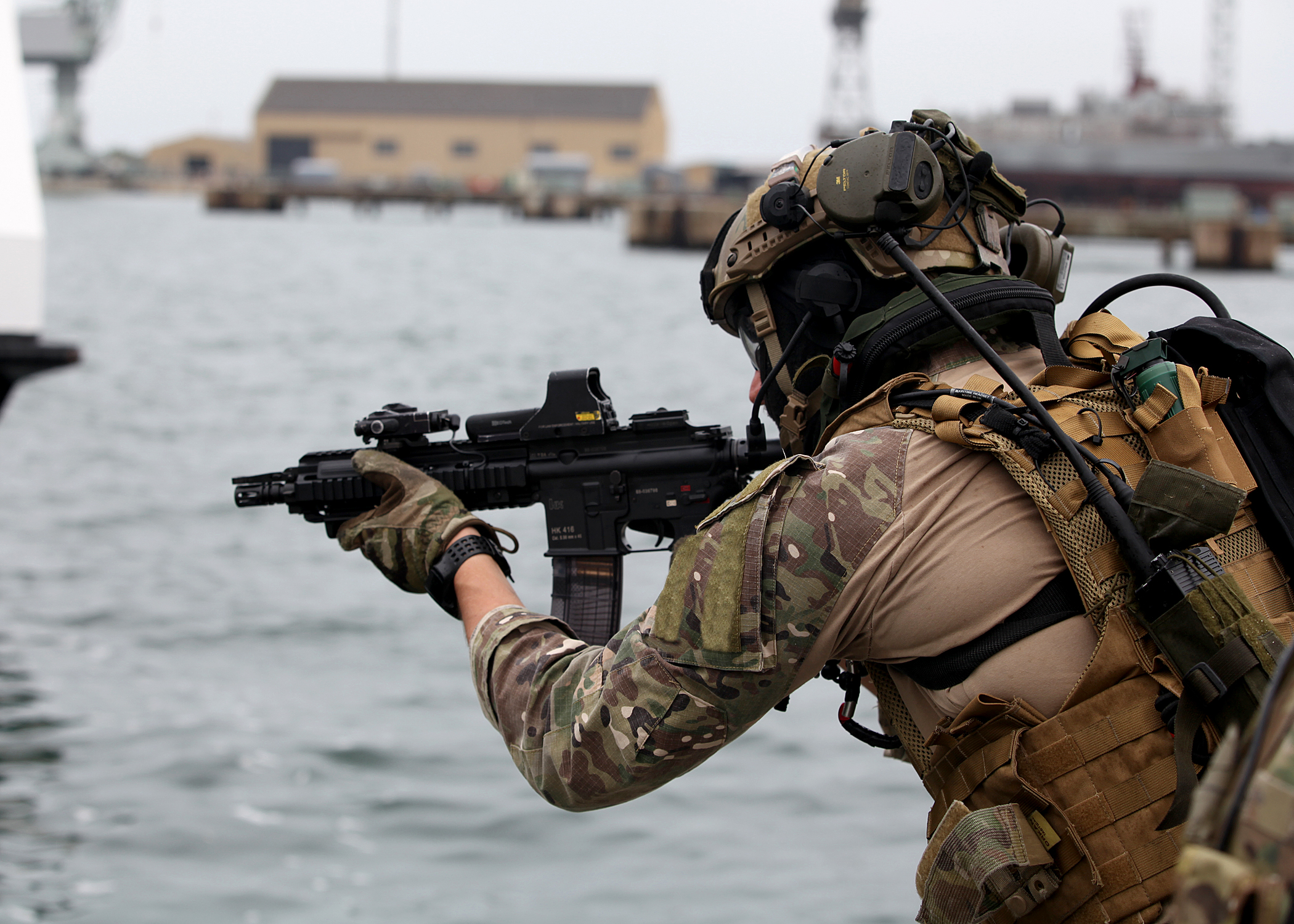
在北約「三叉戟交界處15」演習中使用HK416 D10RS的波蘭行動應變及機動組成員

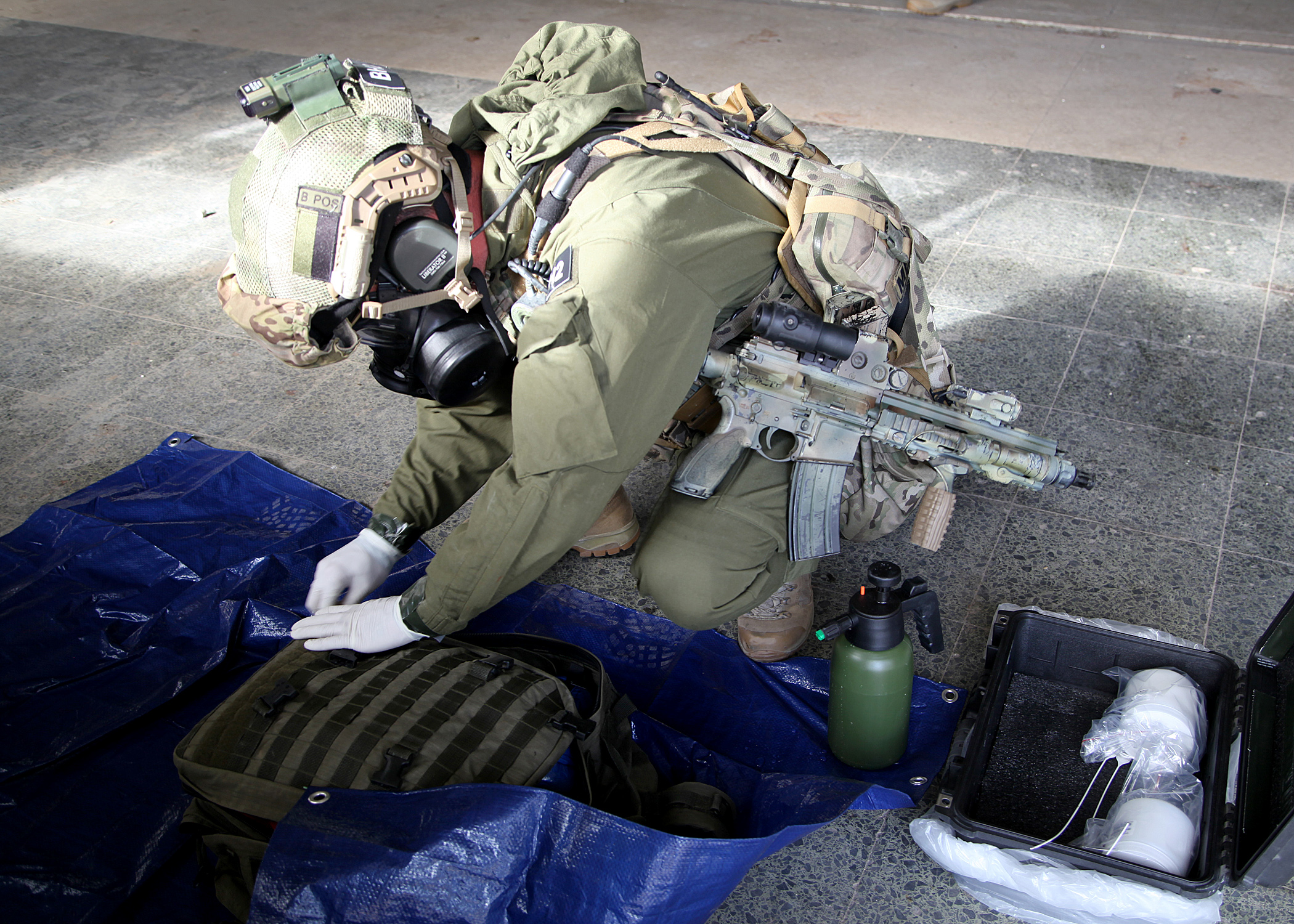
在北約「三叉戟交界處15」演習中使用HK416 A5 - 11"的波蘭多用途開發偵察隊（MRT）隊員

在「冷反應14」演習中使用HK416 N的挪威憲兵，其步槍改用了薄身版槍托，槍機拉柄定位鉤亦改在右邊

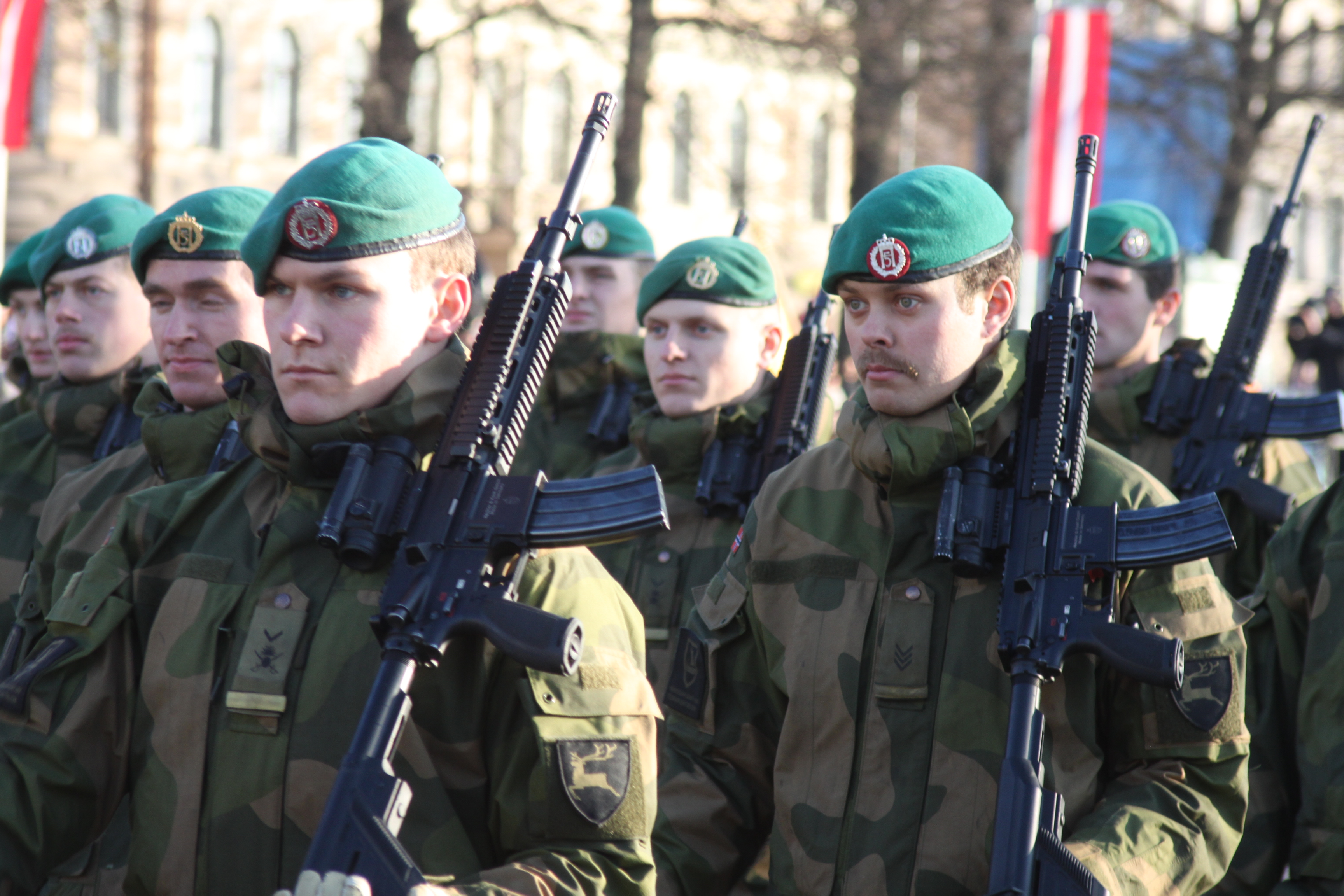
在2014年拉脫維亞獨立日閱兵中持有HK416 N的挪威士兵，分別有改用了薄身版槍托及V6握把的版本（左）及未改用的版本（右）

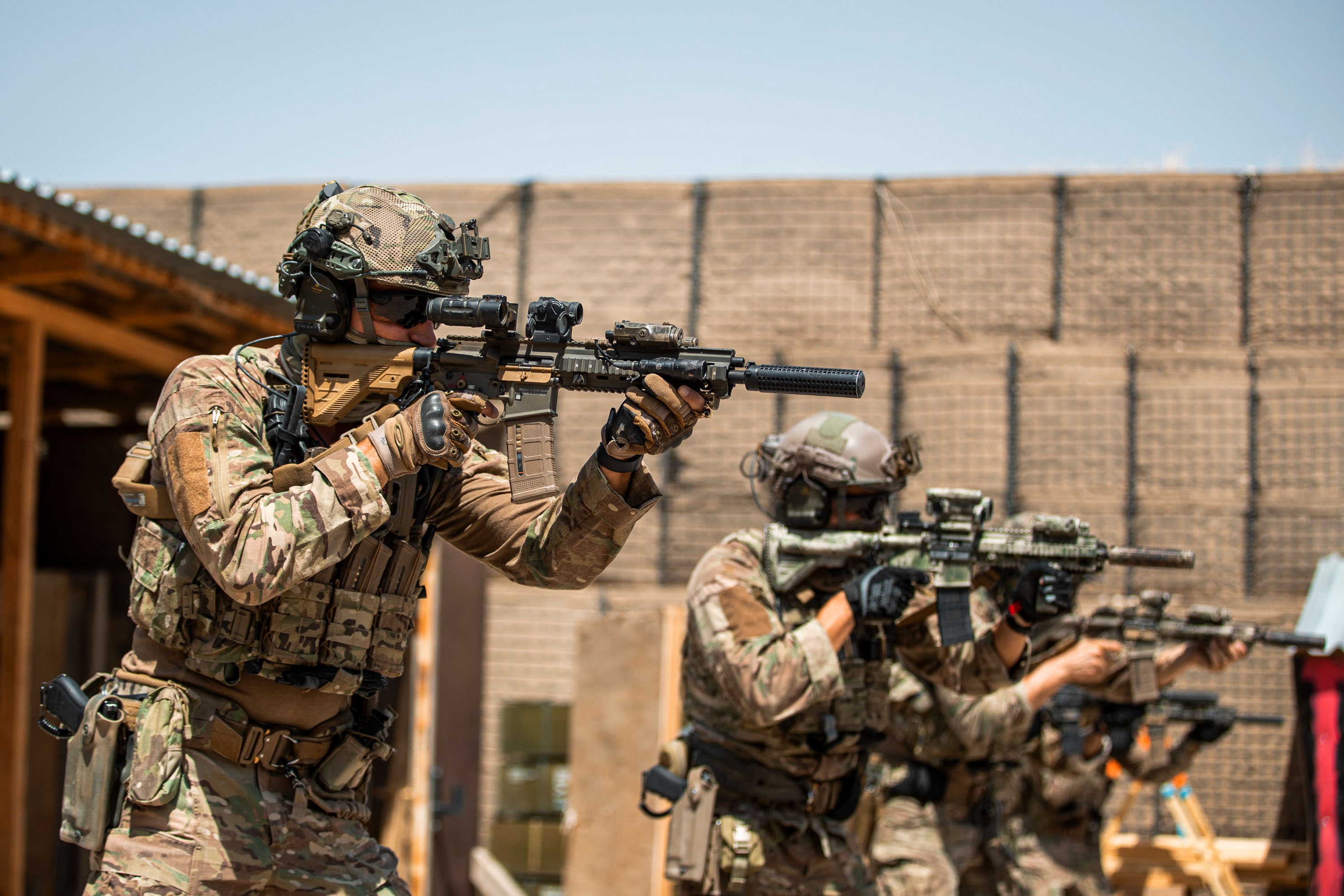
使用HK416 D10RS（第二）及HK416 A5 - 11"（前方及第三）的荷蘭海事特種作戰部隊（MARSOF）隊員

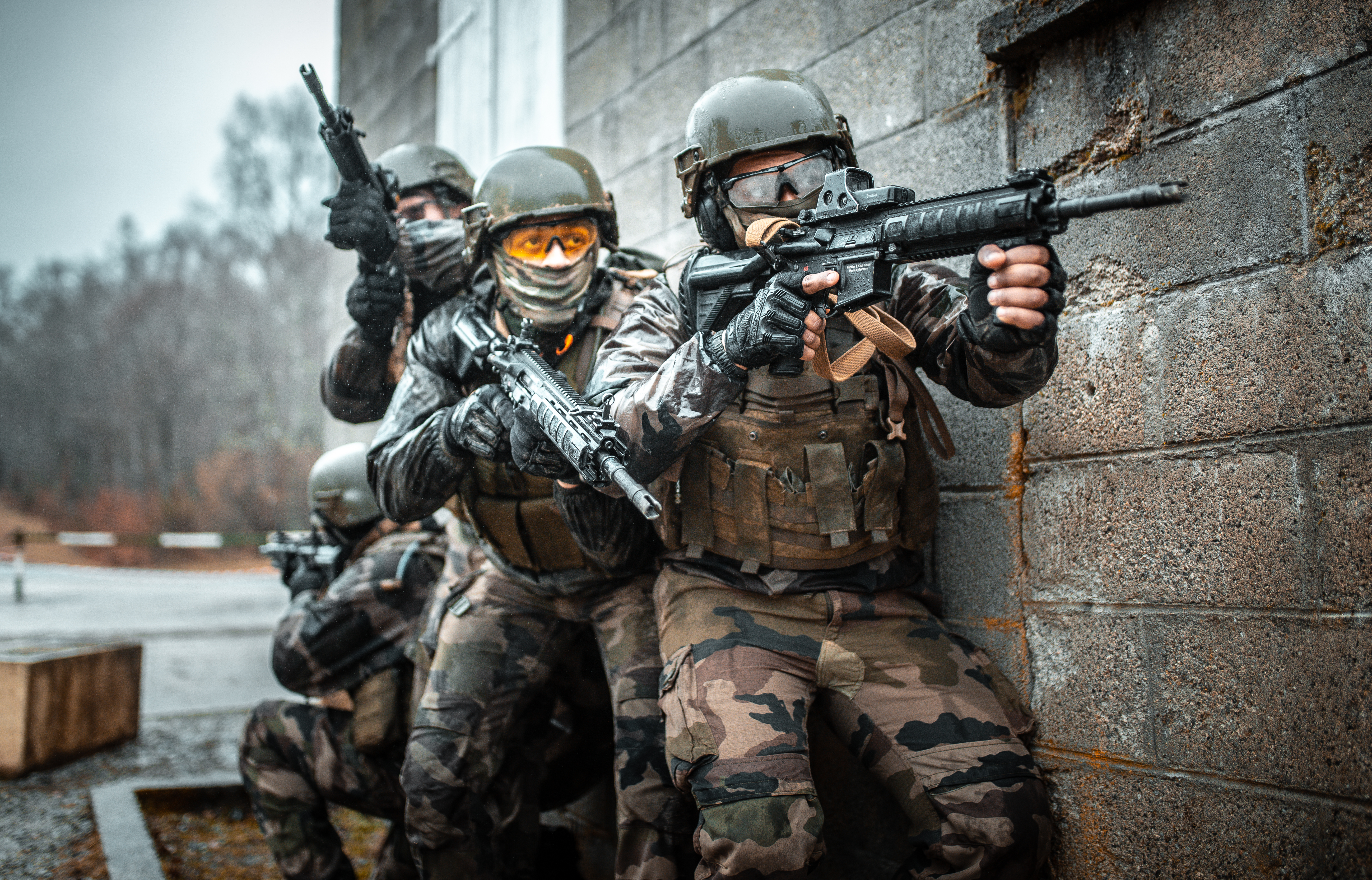
使用HK416 F-S的法國陸軍第35步兵團

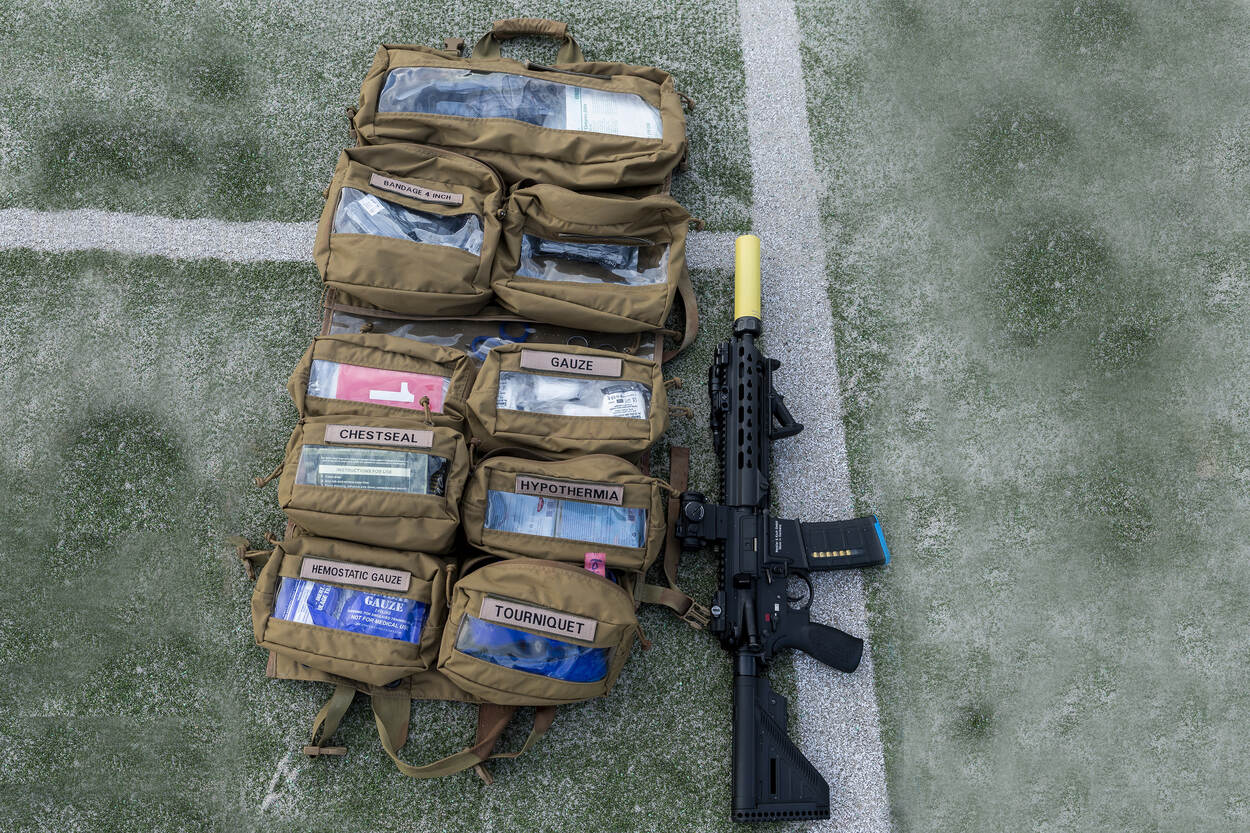
荷蘭武裝民航保安的HK416 A5 SF，可見其一般版HKey護木

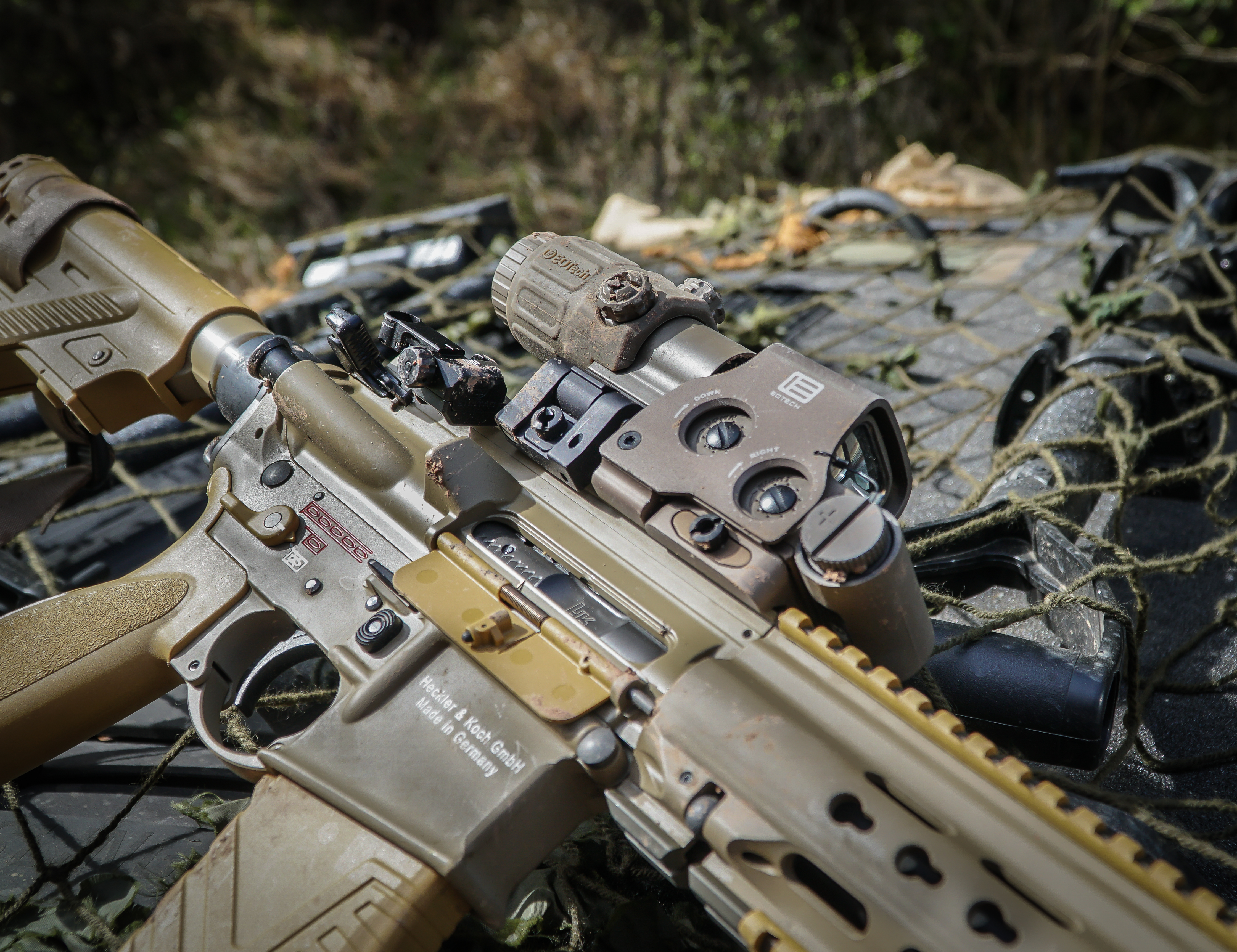
裝有EOTECH EXPS3及G33的G95K，可見其0-45-90度射擊選擇桿、Cerakote表面處理、快拆HKey護木及第三代HK聚合物彈匣

- HKM4/HKM4D：早期樣板型，為了在2004年SHOT Show展出而生產了10把，部分上機匣沿用M4規格鍛造件，全部不設防塵蓋，並直接改用短行程活塞傳動式及對應之導氣座，下機匣則採用小角度彈匣井及加固尾部的HK鍛造件，全部皆為2004年生產（機匣年份標示為AE）。部分現存放於HK USA位於維吉尼亞州阿什本俗稱「灰房（英語：Gray Room）」的會議室[16][17][18]。本來序號88-000011亦標示為HKM4，但因當時柯爾特的商標專利問題而以印有HK416的貼紙覆蓋掉。
- HK416/HK416D：上機匣改用加高3/8英吋的鍛造件，下機匣沿用HK鍛造件。重新加上防塵蓋，起初使用一般金屬防塵蓋，到2007年（機匣年份標示為AH）已基本改用新的聚合物防塵蓋。以槍管長度細分型號為D10RS（10.4英吋槍管）、D14.5RS（14.5英吋槍管）、D16.5RS（16.5英吋槍管）及D20RS（20英吋槍管），而單獨的上機匣組則分別細分為U10RS、U14.5RS、U16.5RS及U20RS。以14.5英吋槍管為例，完整型號為HK416 D14.5RS。早期下機匣因圖面錯誤而標示為「HK416 D」，後來已修改成正確的「HK416」標示。
  - HK416 SF：半自動型，專供執法機構。約300把10.4及14.5英吋槍管的HK416D SF進口至美國被執法機構使用，經ATF確認其為短管步槍而非機關槍後，極少量被轉售至民用市場。由於ATF認定HK416D SF為「非運動步槍」，因此無法直接售往民用市場，必需經執法機構使用後才能以二手剩餘物品銷售。
  - HK416 A1：新增撞針保險及撞針彈簧[19]。
  - HK416 A2：採用OTB（Over The Beach）排水改進[19]，包括緩衝管、槍機座及槍管延伸排水孔，以及槍管延伸內的退彈鉤支撐銷。
  - HK416 A3：挪威型。扳機組新增保護橋防止擊錘損壞阻鐵（英語：disconnector）、射擊選擇桿改為不論擊鎚狀態皆可調至保險、撞針固定銷改為不可完全拆除以避免遺失、加上了可調式氣動系統並改用更高的33公釐前準星，同時因為前準星高度而改用快拆折疊目標孔照門[19]。
  - HK416 A4：改用二段扳機的HK416 A3，扳機歸位彈簧改為弓面前方的螺旋彈簧。
  - HK416C：9英吋槍管卡賓槍版本，主要為416 A3／A4規格，並配有拉桿式PDW槍托和更短的緩衝系統。另有少數8英吋槍管版本，護木前端如UMP及G36C般裝有阻手器，槍口改配四叉式消焰器。
- HK416 IC：於2008年美國陸軍工業日中首次展出，被用於參加個人卡賓槍（英语：Individual_Carbine）選拔的衍生型。從外觀可見加上了可調導氣座、改用加上凹槽的槍管及改用透明聚合物彈匣，護木上的孔洞亦被加大，並改為RAL 8000外觀[20]。
- HK416 A5：2012年首次展出，當時並未改用新款機匣鍛造件及雙邊操作配件[21]。在2013年推出時改為雙邊操作型，並將頂部導軌改為NAR導軌，以往的D10RS型因為可調導氣座的關係被11英吋槍管型取代，其準星可折疊在加長0.5英吋的護木上，但在2018年的美國版產品目錄中11英吋槍管型已改用普通護木配HK折疊前準星[22]。另外自HK416 A5起型號格式作出更改，以14.5英吋槍管為例，完整型號為HK416 A5 - 14.5"。
  - HK337：於2017年Enforce Tac展出，為使用.300 Blackout（英语：.300 AAC Blackout）／Whisper（英语：.300 Whisper）的HK416 A5，擁有9英吋槍管，使用薄身版HKey護木，槍口改配HK416 F的三叉式消焰器[23]。
  - HK416 A6：據說為HK416 A5改用傳統重槍管的衍生型。
  - HK416 A7：改用0（保險）-45（半自動）-90度（全自動）射擊選擇桿，並改用薄身版HKey護木（另有快拆版護木，以槓桿拉緊固定栓以夾緊槍管螺帽）的HK416 A5。部分照片中的HK416 A7／G95改用了全新設計，可像HK手槍般更換握把片的握把[24][25]。
  - HK416 A8：據部分德國媒體報導，國防部在排除MK 556後打算採用為新型制式步槍的版本[26][27][28]。A8為A7修改型，採用16.5英吋幼輪廓槍管，設有刺刀座，並改用了類似G28的可調托腮版槍托及HK433原型5型的握把。416 A8採用RAL 8000外觀，並採用RAL 8031沙棕色聚合物部件。
- HK417：HK416改為發射7.62 × 51 NATO的放大版本。

### 軍隊定製型
- HK416 N：HK416 A3挪威採用型，可調導氣座後來進行過改進[29]，後來部分改用薄身版槍托及移除手指凹槽的V6握把[30]。
- HK416 K：挪威採用11英吋槍管型[31]。
- HK416 S：HK416 N精確射手型，採用二段扳機[29]。416 S基於2012年版的416 N。所有416 S起初皆為一般416 N，較一般416 N精確的步槍會被挑選改裝成416 S，並配上Schmidt & Bender 1.5-6x42瞄準鏡、Harris腳架及較短的20發彈匣。
- M27 IAR：獲美國海軍陸戰隊採用的16.5英吋重槍管版本，導氣孔稍為加大。
  - M38 DMR：獲美國海軍陸戰隊採用的精確射手步槍，為經改裝的M27。
- G38：改配薄身版HKey護木的HK416 A5，被德國聯邦政府分別給予「G38」（16.5英吋槍管）、「G38K」（14.5英吋槍管）及「G38C」（11英吋槍管）的編號[19][32][33]。
- HK416 F：被法國軍隊採用的HK416 A5修改型。改用類似FAMAS的照門，鳥籠式消焰器改為三叉式，槍機拉柄改為雙定位鉤雙邊槍機拉柄，槍托改用較厚且槍背帶環經修改的E1/E2槍托，上機匣導軌尾部改為舊版416的形狀，配有安裝在NAR導軌的HK雙邊槍背帶環，另外移除了可調導氣鈕。連槍配發的瞄具本來為現有的Scrome J4 4倍放大光學瞄準鏡[34]，法軍後來於2018年改購120,000套Aimpoint CompM5紅點鏡[35]。全數HK416 F皆會為黑色外觀，但法軍也有選擇RAL 8000外觀的選擇權。同時為跟隨法國數字分位符號習慣而將機匣標示口徑改為5,56 mm × 45。
  - HK416 F-S：標準型（法語：Standard），設有刺刀座，設有14.5英吋槍管，可配合HK269 F（GLM改進型HK269的法軍版，法軍採購了10,767把）榴彈發射器及SG 2000 WC-F刺刀使用[36]。法軍採購了38,505把HK416 F-S，當中14,915把會採用FÉLIN（英语：FÉLIN）系統[34]。
  - HK416 F-C：短槍管型（法語：Court），長度與FAMAS相當，設有11英吋槍管，因長度問題不可配合HK269 F使用。法軍採購了54,575把HK416 F-C[34]。
- G95：HK416 A7的德國聯邦政府編號[37]，採用Cerakote表面處理。其中G95K的配發瞄具將為EOTECH EXPS3-0全息瞄準鏡及G33 3倍放大鏡[38]。部分G95K並未採用雙邊彈匣釋放鈕。
  - G95 A1／G95 KA1：HK416 A8的德國聯邦政府編號，並被德國聯邦國防軍採用為新型制式步槍的版本，分別為16.5英寸及14英寸槍管型，外觀改為FDE色配RAL8000聚合物部件[39]

### 民用型

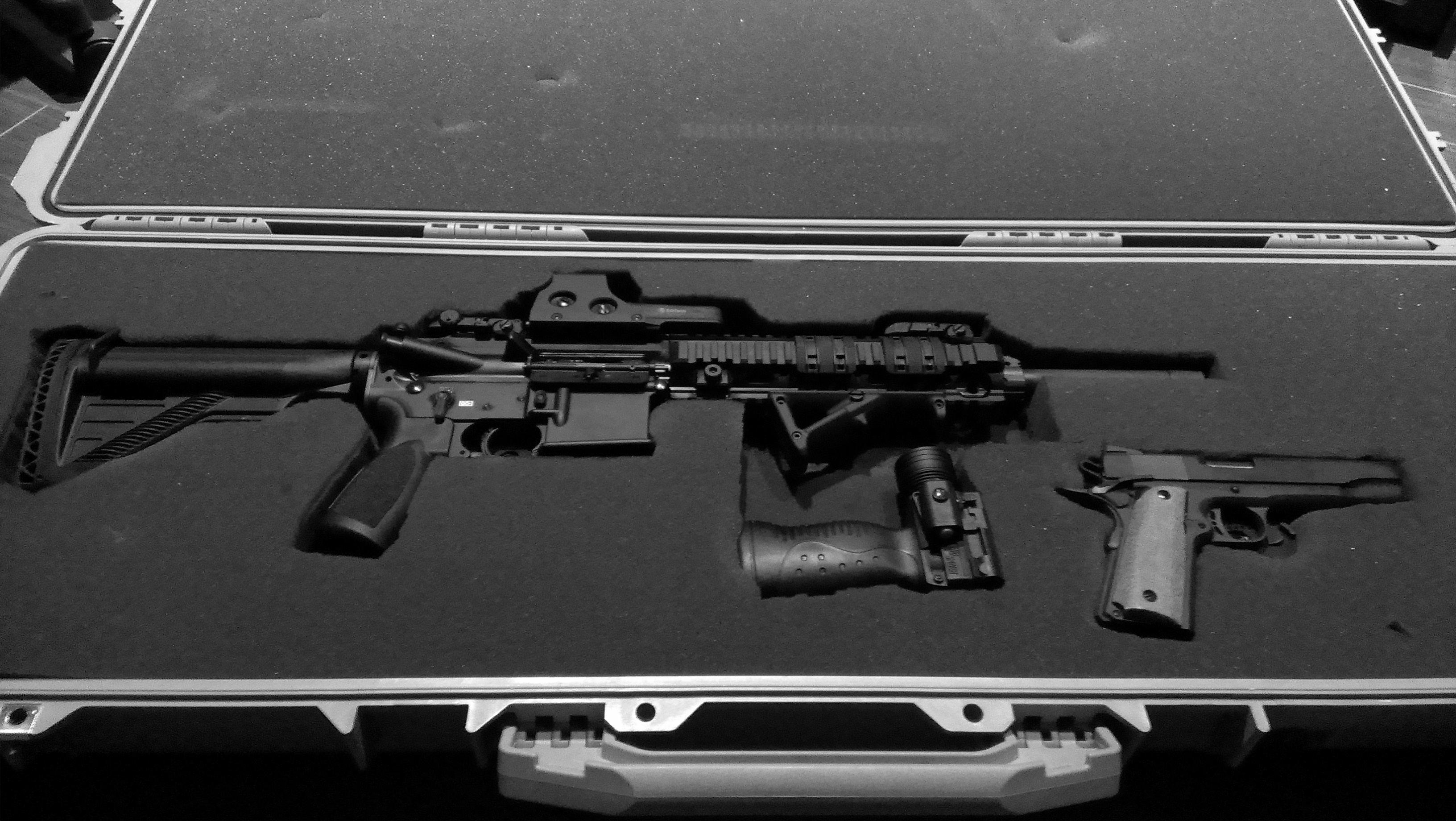
MR223 A1，該槍安裝了V2握把

- HKM4C：本來預計推出的半自動民用型，槍管加上凹槽。
- MR（Match Rifle）系列：HK416的重槍管半自動民用型，分別在國際與美國發售。下機匣扳機倉改為一般半自動AR-15規格，改用半自動槍機組。並且改用帶凸塊的槍管延伸，與半自動槍機組相應的凹槽結合，以阻止全自動槍機組在MR系列運作。
  - MR223：於2007年推出，在美國以外的地方發售。並且為符合德國法例而將後方機匣結合插梢前移以令其無法使用任何全自動下機匣[40]。槍口螺紋為M15×1，握把為不設儲物空間的V1或V2握把。為民用市場特別設有2、5及10發鋼製彈匣，並因外觀相同而會在彈匣上作標示。因民用槍械法例而將標示口徑改為.223 Rem.，但其實可完全安全使用5.56×45mm NATO彈藥。
    - MR223 A1：上下機匣結合插梢位置改為傳統AR-15的插梢位置，允許用家使用現有的AR-15下機匣。
    - MR223 A2：槍口如SL8般不設螺紋的版本，未曾正式發售。
    - MR223 A3：雙邊操作型，外觀類似HK416 A5，改用薄身版HKey護木，設有11、14.5及16.5英吋槍管可供選擇，不設可調導氣座，槍口改配HK精度優化消焰器。另外有一批MR223 A3改配SB Tactical SBA4手臂支撐器，以手槍形式由Arms Unlimited進口到美國。
    - MR223-F：由RUAG Defence進口法國，配件及外觀仿照HK416 F的MR223[11]。
      - MR223 F-C：仿照HK416 F-C的MR223 A3，設有11英吋槍管[11]。
      - MR223 F-S：仿照HK416 F-S的MR223 A3，設有14.5英吋槍管[11]。

    - MR223 A4：加上可調導氣座的MR223 A3[41]
    - MR223 A5：頂部導軌設有20 MOA傾斜，改配上快拆M-LOK護木，射擊選擇桿改為0（保險）-45（半自動）設計[41]
    - MR223 A6：槍機拉柄改為機匣左側的MR223 A5[41]
    - MR27：配置仿照M27 IAR的民用步槍[42]
    - MR95：配置仿照G95K的民用步槍[42]

  - MR556：在美國發售的MR223，於2009年推出[43]，其經修改的設計以致無法與AR-15系統相容。槍口螺紋改為1/2×28並配有A1全開口鳥籠式消焰器，握把沿用HK416含儲物空間的Battle Grip。機匣標示口徑回復為5.56 mm × 45。HK USA指為提高精確度而全數採用無鍍鉻槍管，並採用帶鎖結合插梢，需使用彈頭或附帶工具壓下才可分解上下機匣。 
    - MR556 A1：2011年推出，上下機匣結合插梢位置改為傳統AR-15的插梢位置，允許用家使用現有的AR-15下機匣，擁有16.5英吋無鍍鉻重槍管，後來改配護木固定栓改用SW11規格螺栓的八角型鎖孔形系統模組化護木（Modular Rail System，簡稱MRS，採用HK USA鎖孔形導軌安裝系統）。再後來在2020年8月起（機匣年份標示為CA）新出廠的MR556 A1改配八角型M-LOK護木[44]。由於在HK USA網站上M-LOK版MR556 A1的頁面被置於「限量生產」下，因此有人猜測HK USA將會把MR556升級至MR223 A3的標準[45]。後來HK USA進一步將MR556 A1的重槍管換成中等輪廓槍管，MOE-K2+握把及更長的護木，另外亦不再附贈HK鋼製彈匣，改為附贈Magpul PMAG 30 GEN M3。
    - MR556 A1競賽型：亦被稱為CR556（Competition Rifle 556），為採用Magpul CTR槍托、加大彈匣釋放鈕、14英吋八角型MRS護木及OSS槍口制退器的MR556 A1，隨槍附贈的彈匣由HK鋼製彈匣改為半透明的第一代HK聚合物彈匣[46]。
    - MR556 A1-SD：採用OSS兩體式抑制器的MR556 A1[47]。
    - MR556 A1 FDE：2020年5月推出的限量版MR556 A1，採用Magpul配件及全槍採用FDE色Cerakote處理[48]。
    - MR556 A4：2024年推出，全槍升級至MR223 A4規格，並額外改配416 A5 - 12.5"同設計的M-LOK護木及0（保險）-45（半自動）射擊選擇桿，另外亦不再使用帶鎖結合插梢[49]，分別有11英吋槍管的手槍型及16.5英吋槍管的步槍型

### 仿製型
- HK416 .22 LR：由黑克勒-科赫與Walther／Umarex合作生產，仿HK416 D外觀並使用.22 LR。
  - Walther／Umarex版：外觀及配件與HK416 D一樣，使用皮卡汀尼導軌護木[50]。
  - HK USA版：步槍型使用16.1英吋槍管，手槍型則使用8.5英吋槍管並改用四叉式消焰器，配有M-LOK護木及摺疊機械瞄具，步槍型改用薄身版槍托[51][52][53]。
- Mehmetçik-1（土耳其語：Mehmetçik-1）：土耳其MKEK的仿製型，設有10.4（緊湊卡賓型）、14.5（卡賓型）、16.5（步槍型）及20（長距型）英吋槍管[54]。原定取代G3但因其未達無授權自製要求（與原版最少有7處相異）[55]而被新的MPT-76取代。此等級步槍已被MPT-76的衍生型MPT-55（14.5英吋槍管）及MPT-55K（11英吋槍管）取代。
- BRN-4：由美國Brownells從黑克勒-科赫直接購買HK416下機匣鍛造件，交由Primary Weapons Systems加工再銷售的下機匣。並另有銷售直接從原廠HK416分解的部件組，如槍管及槍機這類無法進口或獲得的部件則由Primary Weapons Systems依HK416規格自行生產[56][57][58]。
- CA-415：由Coharie Arms生產的仿製型，下機匣沿用一般AR-15的鍛造件。現已因Coharie Arms結業而停產。
- TD-415：由Titan Defence生產的上機匣仿製型。
- HR31：由中華人民共和國四川華慶機械（Si Chuan Hua Qing Machinery Co., Ltd.）及宏雷科技（Heng Ray Technology (Beijing) Ltd.）推出，由重慶建設工業集團生產的HK416 A7未授權仿製型，使用稱為「章魚MK1」的M-LOK護木（12、6點鐘方向為導軌，3、9點鐘方向為M-LOK），可配合CQ40榴彈發射器使用。另外也有重量較輕但不可配合CQ40的「章魚MK2」M-LOK護木（僅12點鐘方向為導軌）。使用三段可調氣動系統，設有11（HR31C，卡賓型）、14.5（HR31S，標準型）、16.5（HR31I，步兵自動步槍型）及20英吋（HR31D，精確射手步槍型）槍管。外銷型稱為CS/LR36[59][60][61]。
- PDX/MDX：由美國Maxim Defense生產，上機匣採用HK416尺寸的個人防衛武器，可以使用為HK416設計的護木，設有5.56×45公釐、7.62×39公釐及.300 BLK三種口徑，皆採用5.5英吋槍管，整槍版配有拉桿式PDW槍托及縮短版槍機組，依舊使用直噴式氣動操作[62][63]，另有使用8.5及10.5英吋槍管的MDX。

### 衍生型規格列表
| 類型 | 型號         | 上機匣 | 下機匣 | 槍管長度（英吋）     | 導氣座   | 槍口配件 | 護木            | 槍托        | 握把  | 照門   | 準星          | 備註                       |
| ---- | ------------ | ------ | ------ | -------------------- | -------- | -------- | --------------- | ----------- | ----- | ------ | ------------- | -------------------------- |
| 軍用 | HKM4D        | M4     | HK1    | 不定                 | 一代     | A1/A2/無 | 不定            | 不定        | A2    | 鼓狀   | 柱狀          | 樣板型                     |
| 軍用 | HK416        | HK1    | HK1    | 10.4、14.5、16.5、20 | 二代     | A1       | 9" R1/OP        | M4          | 16    | 鼓狀   | 柱狀/摺疊28   |                            |
| 軍用 | HK416 A1     | HK1    | HK1    | 10.4、14.5、16.5     | 二代     | A1       | 9" R1           | M4/E1/E2    | 16/BG | 鼓狀   | 柱狀/摺疊28   |                            |
| 軍用 | HK416 A2     | HK1    | HK1    | 20                   | 二代     | A1       | 11" R1          | A2/M4/E1/E2 | 16/BG | 鼓狀   | 柱狀/摺疊28   | 2007年前配A2槍托           |
| 軍用 | HK416 A3     | HK1    | HK1    | 10.4、14.5、16.5     | 可調一代 | A1       | 9" R1A          | E1/E2/Slim  | BG    | 目標孔 | 摺疊33        |                            |
| 軍用 | HK416 A4     | HK1    | HK1    | 20                   | 可調一代 | A1       | 11" R1A         | E1/E2/Slim  | BG    | 目標孔 | 摺疊33        |                            |
| 軍用 | HK416 N      | HK1    | HK1    | 16.5                 | 可調一代 | A1       | 9" R1A          | E1/E2/Slim  | BG/V6 | 目標孔 | 摺疊33        | 挪威型                     |
| 軍用 | HK416 S      | HK1    | HK1    | 16.5                 | 可調一代 | A1       | 9" R1A          | E1/E2/Slim  | BG/V6 | 目標孔 | 摺疊33        | 挪威型                     |
| 軍用 | HK416 K      | HK1    | HK1    | 11                   | 可調一代 | A1       | 9" R1A          | E1/E2/Slim  | BG/V6 | 目標孔 | 摺疊33        | 挪威型                     |
| 軍用 | HK416C       | HK1    | HK1    | 8、9                 | 可調一代 | 四叉     | 7" R1           | PDWC        | BG    | 目標孔 | 摺疊33        |                            |
| 軍用 | HK416 IC     | HK1    | HK1    | 16.5                 | 可調IC   | A1       | 9" R1           | E1/E2       | V6    | 鼓狀   | 柱狀          | 個人卡賓槍型               |
| 軍用 | HK416 A5     | HK2    | HK2    | 11                   | 可調二代 | A1       | 9.5" R2S        | Slim        | V7    | 目標孔 | 護木33        |                            |
| 軍用 | HK416 A5     | HK2    | HK2    | 11                   | 可調二代 | A1       | 9.5" R2         | Slim        | V7    | 目標孔 | 導軌33        | 美國產品目錄版             |
| 軍用 | HK416 A5     | HK2    | HK2    | 14.5、16.5           | 可調二代 | A1       | 9.5" R2         | Slim        | V7    | 目標孔 | 摺疊A5        |                            |
| 軍用 | HK416 A5     | HK2    | HK2    | 20                   | 可調二代 | A1       | 15" R2          | Slim        | V7    | 目標孔 | 摺疊A5        |                            |
| 軍用 | HK416 F-C    | F      | HK2    | 11                   | 三代     | 三叉     | 9.5" RF         | 二代E1/E2   | V7    | F      | 導軌33        | 法軍版                     |
| 軍用 | HK416 F-S    | F      | HK2    | 14.5                 | 三代     | 三叉     | 9.5" RF         | 二代E1/E2   | V7    | F      | 導軌33        | 法軍版                     |
| 軍用 | HK416 A7     | HK2    | HK2    | 11                   | 可調二代 | 三叉     | 9.5" HKey       | Slim        | V7    | 目標孔 | 導軌33        |                            |
| 軍用 | HK416 A7     | HK2    | HK2    | 14.5、16.5           | 可調二代 | 三叉     | 9.5" HKey       | Slim        | V7    | 目標孔 | 摺疊A5/導軌33 |                            |
| 軍用 | HK416 A8     | HK2    | HK2    | 16.5                 | 可調二代 | 三叉     | 9.5" LW         | AS          | 433   | 目標孔 | 導軌33        | 擬德國可能採用版本         |
| 軍用 | HK337        | HK2    | HK2    | 9                    | 可調二代 | 三叉     | 7" HKey         | Slim        | V7    | 目標孔 | 導軌33        | .300口徑版                 |
| 軍用 | G38          | HK2    | HK2    | 16.5                 | 可調二代 | A1       | 9.5" HKey/QD/LW | Slim        | V7    | 目標孔 | 摺疊A5/導軌33 |                            |
| 軍用 | G38 K        | HK2    | HK2    | 14.5                 | 可調二代 | A1       | 9.5" HKey/QD/LW | Slim        | V7    | 目標孔 | 摺疊A5/導軌33 |                            |
| 軍用 | G38 C        | HK2    | HK2    | 11                   | 可調二代 | A1       | 9.5" HKey/QD/LW | Slim        | V7    | 目標孔 | 導軌33        |                            |
| 軍用 | G95 K        | HK2    | HK2    | 14.5                 | 可調二代 | 三叉     | 13" QD          | Slim        | V7/N  | 目標孔 | 導軌33        |                            |
| 軍用 | M27          | HK1    | HK1    | 16.5                 | 二代     | A2       | 11" R1          | E1/E2       | BG    | KAC    | KAC           | 美國海軍陸戰隊版           |
| 民用 | HKM4C        | M4     | HK1    | 16.5                 | 一代     | A2       | M4              | A2          | A2    | 未知   | 未知          | 樣板型                     |
| 民用 | MR223        | C      | C      | 11、14.5、16.5       | 二代     | A1       | 9" R1           | E1/E2       | V1    | 鼓狀   | 摺疊28        |                            |
| 民用 | MR223 A1     | HK1    | HK1    | 11、14.5、16.5       | 二代     | A1       | 9" R1           | E1/E2       | V1    | 鼓狀   | 摺疊28        |                            |
| 民用 | MR223 A3     | HK2    | HK2    | 11、14.5、16.5       | 二代     | 精度優化 | 9.5" HKey       | Slim        | V2    | 目標孔 | 導軌33        |                            |
| 民用 | MR223 A3     | HK2    | HK2    | 11、14.5             | 二代     | 精度優化 | 9.5" HKey       | SBA4        | V2    | 無     | 無            | Arms Unlimited進口美國版本 |
| 民用 | MR223 A3     | HK2    | HK2    | 16.5                 | 二代     | 精度優化 | 13" HKey        | SBA4        | V2    | 無     | 無            | Arms Unlimited進口美國版本 |
| 民用 | MR223 F-C    | F      | HK2    | 11                   | 二代     | 三叉     | 9.5" RF         | 二代E1/E2   | V7    | F      | 導軌33        |                            |
| 民用 | MR223 F-S    | F      | HK2    | 14.5                 | 二代     | 三叉     | 9.5" RF         | 二代E1/E2   | V7    | F      | 導軌33        |                            |
| 民用 | MR556        | C      | C      | 16.5                 | 二代     | A1       | 9" R1           | E1/E2       | BG    | 鼓狀   | 摺疊28        |                            |
| 民用 | MR556 A1     | HK1    | HK1    | 16.5                 | 二代     | A1       | 9" R1           | E1/E2       | BG    | 鼓狀   | 柱狀          |                            |
| 民用 | MR556 A1     | HK1    | HK1    | 16.5                 | 二代     | A1       | 9" MRS          | E1/E2       | BG    | TROY   | TROY          | 2014年推出                 |
| 民用 | MR556 A1     | HK1    | HK1    | 16.5                 | 二代     | A1       | 9" M-LOK        | E1/E2       | BG    | TROY   | TROY          | 2020年8月推出              |
| 民用 | MR556 A1     | HK1    | HK1    | 16.5                 | 二代     | A1       | 12.5" M-LOK     | E1/E2       | K2+   | 無     | 無            |                            |
| 民用 | MR556 A1競賽 | HK1    | HK1    | 16.5                 | 二代     | OSS      | 14" MRS         | CTR         | BG    | 無     | 無            |                            |
| 民用 | MR556 A1-SD  | HK1    | HK1    | 16.5                 | 二代     | OSS      | 14" MRS         | E1/E2       | BG    | 無     | 無            |                            |
| 民用 | MR556 A1 FDE | HK1    | HK1    | 16.5                 | 二代     | A1       | 9" MRS          | CTR         | K2+   | TROY   | TROY          | FDE色Cerakote版            |

#### 註解

##### 上機匣
- M4：平頂式M4鍛造件
- HK1：加高3/8英吋的鍛造件，導軌尾部為曲面
- HK2：全平頂加高鍛造件，改用NAR導軌，導軌前後皆有新增格數，加入雙邊操作部件護欄
- F：導軌尾部改回一代曲面的二代機匣
- C：後方機匣結合插梢前移6公釐的一代機匣

##### 下機匣
- HK1：3.5度傾斜式彈匣井，尾部加強結構的鍛造件
- HK2：加入雙邊操作部件護欄，改回10度傾斜式彈匣井
- C：後方機匣結合插梢前移6公釐的一代機匣

##### 導氣座
- 一代：3、9、12點鐘方向設導軌，下方設刺刀座及槍背帶環
- 二代：左右設槍背帶環，下方設刺刀座，後來槍背帶環被移除
- 三代：移除調節功能的可調二代導氣座
- 可調一代：不設刺刀座，加入調節功能（調節鈕於左側）的二代導氣座
- 可調IC：設有刺刀座，調節鈕位於前方的導氣座，調節設定所有標示皆位於導氣座上
- 可調二代：調節鈕改為前方，不設刺刀座，且熱縮定位於槍管上

##### 槍口配件
- A1：全方向開口鳥籠型消焰器
- A2：上方開口鳥籠型消焰器
- 三叉：可安裝B&T Rotex抑制器的三叉式消焰器
- 四叉：可安裝B&T Rotex抑制器的四叉式消焰器
- 精度優化：自G36的Rotex抑制器相容消焰器簡化而成
- OSS：OSS Bannar 556

##### 護木
- M4：M4圓肋紋型護木
- OP：一體式護木，裡面設有隔熱片，本來為可選配件，但在2007年停止提供，相關資訊亦自技術手冊移除。
- R1：第一代導軌護木。四面設導軌，HK稱其為自由浮動式導軌系統（Free Floating Rail System，簡稱FFRS）
- R1A：加入可調導氣座開口的第一代導軌護木
- R2：第二代導軌護木。與上機匣接合處新增格數，可與其組成一整條連續導軌，頂部為NAR導軌，其餘為MIL-STD-1913導軌
- R2S：附摺疊准星的第二代導軌護木
- RF：下方導軌移除尾部數格，且移除可調導氣座設定標示的二代護木
- HKey：薄身版護木，下方導軌移除尾部數格，導軌及附件安裝面為曲面
- QD：以槓桿拉緊固定栓以夾緊槍管螺帽的薄身版HKey護木
- LW：輕量化快拆式HKey護木
- MRS：八角型護木，HK USA鎖孔形導軌安裝系統，2及10點鐘方向各設一個QD槍背帶安裝口，無法與HKey或KeyMod通用配件
- M-LOK：八角型護木，2及10點鐘方向各設一個QD槍背帶安裝口，採用M-LOK

##### 槍托
- M4：M4尼龍制伸縮槍托
- E1/E2：較厚，尾部設槍背帶環，底板緩衝墊有凹（E2）凸（E1）兩種
- 二代E1/E2：尾部只保留上方槍背帶環的E1/E2槍托
- PDWC：拉桿式PDW槍托
- Slim：薄身版槍托，僅有一槍背帶安裝口
- A2：M16A2固定槍托
- CTR：MAGPUL CTR槍托
- SBA4：SB Tactical SBA4手臂支撐器
- AS：類似G28的槍托，托腮版可調三段高度，尾部設有鋼製槍背帶環

##### 握把
- A2：M16A2/A3/A4/M4標準握把
- 16：BG-16握把
- V1：不含儲物空間的握把
- V2：加上虎口延伸的V1握把
- BG：Battle Grip，含儲物空間，握把角度較直。分別有可存放快拆機械瞄具的V3握把及可存放三號電池的V4握把
- V6：移除手指凹槽的Battle Grip，可存放三號電池
- V7：加上虎口延伸的V6握把，可存放工具
- N：可更換握把片的握把，名稱不明，HK形容其為「含儲物空間人體工學優化握把（英語：Ergonomically revised pistol grip with storage compartment）」[24]
- 433：握持角度較大的握把，名稱不明。最先用在HK433原型5型，設有儲物空間
- K2+：MAGPUL MOE-K2+橡膠包覆握把

##### 照門
- 槍管：HK傳統鼓狀照門，瞄準基線28.4公釐高
- 目標孔：快拆摺疊目標孔照門，瞄準基線33公釐高
- F：快拆摺疊FAMAS式照門，瞄準基線33公釐高
- KAC：由KAC生產的Micro 200-600公尺摺疊照門
- TROY：由TROY生產的Micro HK摺疊照門

##### 準星
- 柱狀：安裝於導軌之準星，瞄準基線28.4公釐高
- 摺疊28：安裝於導氣座之摺疊準星，瞄準基線28.4公釐高
- 摺疊33：安裝於導氣座之摺疊準星，瞄準基線33公釐高
- 摺疊A5：安裝於槍管準星安裝座之摺疊準星，瞄準基線33公釐高
- 護木33：安裝於護木之摺疊准星，瞄準基線33公釐高
- 導軌33：安裝於導軌之摺疊準星，瞄準基線33公釐高
- KAC：由KAC生產的M4摺疊準星
- TROY：由TROY生產的Micro HK摺疊準星

## 使用國

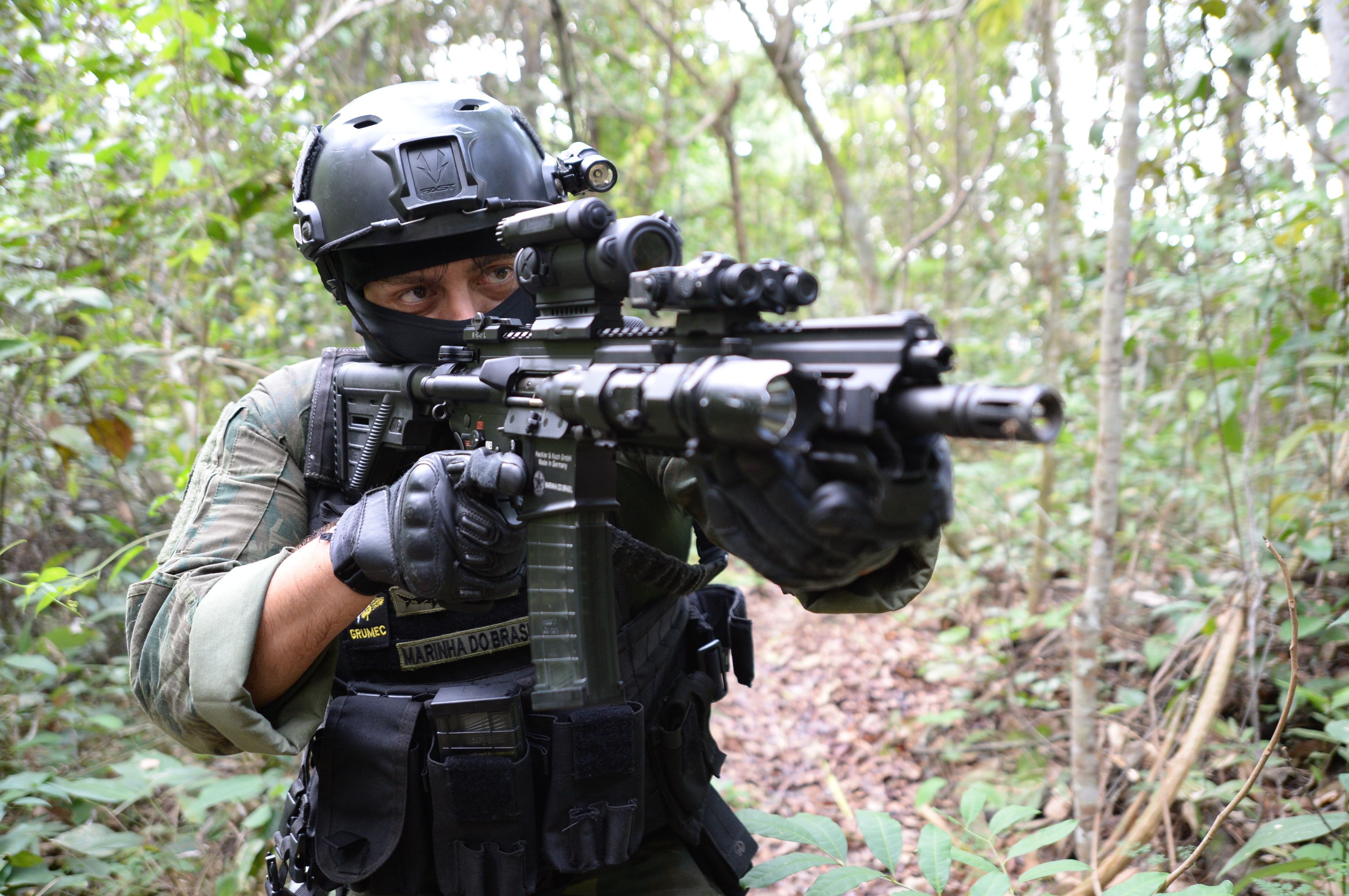
使用HK416 A5 - 11"的巴西戰鬥潛水員組幹員

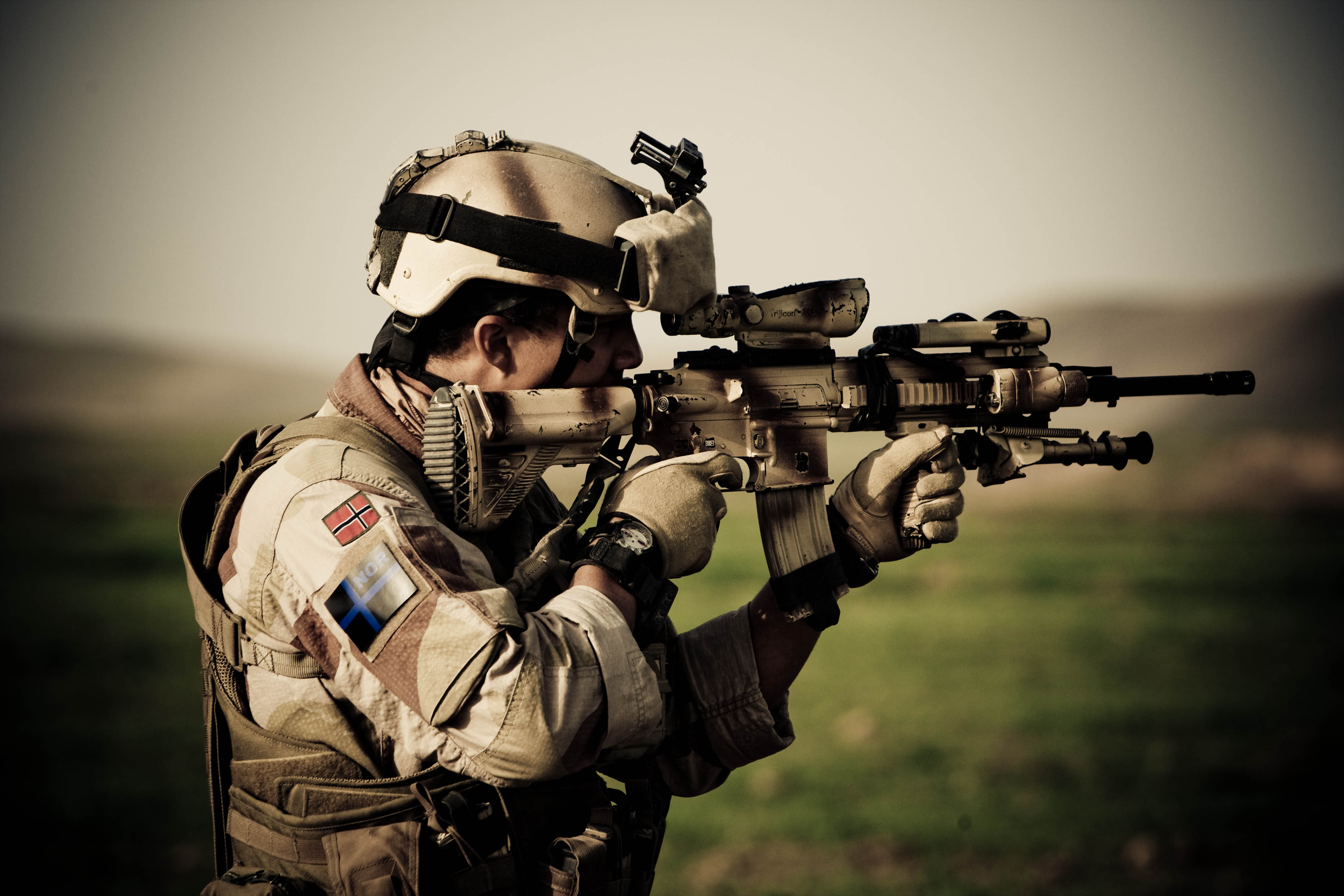
裝備HK416 N的挪威國防軍士兵

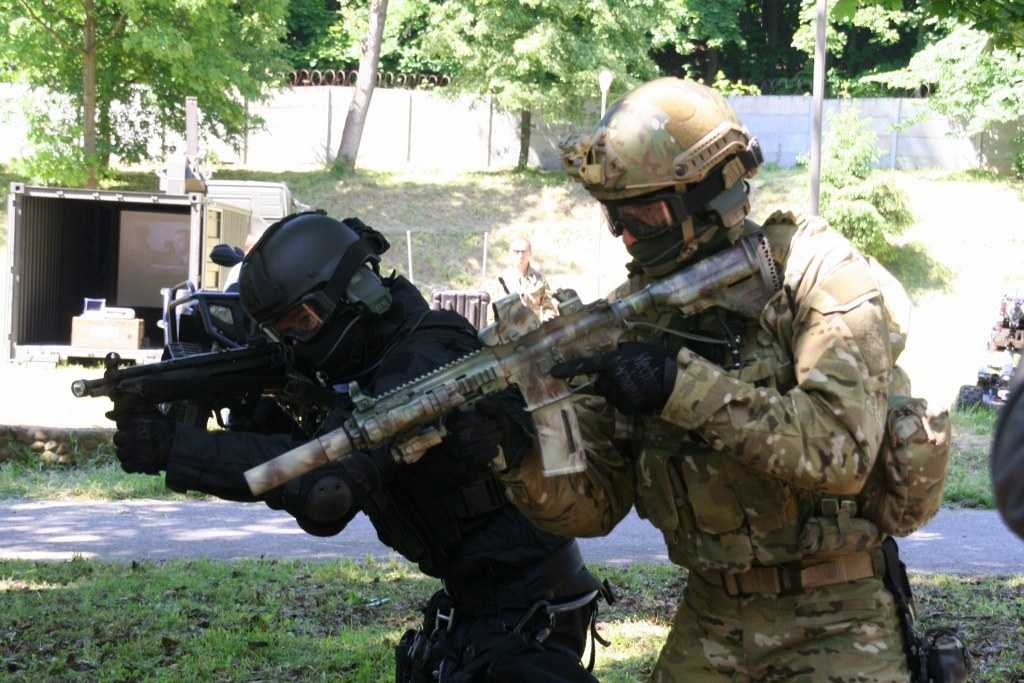
使用HK416 D10RS的行動應變及機動組幹員，該槍改用了MAGPUL EMAG彈匣

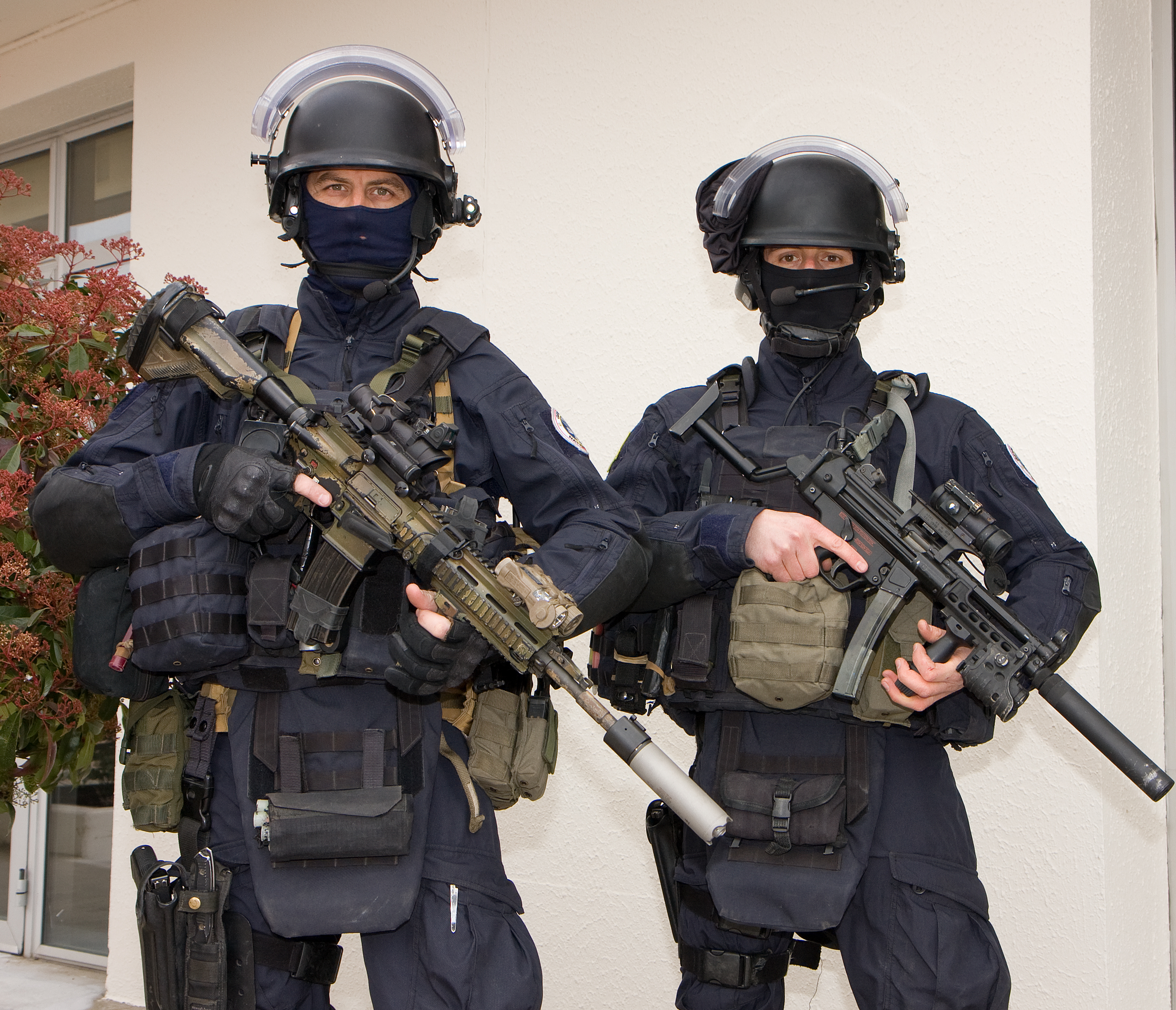
兩名國家憲兵干預隊幹員，分別手持HK416 D14.5RS和MP5F

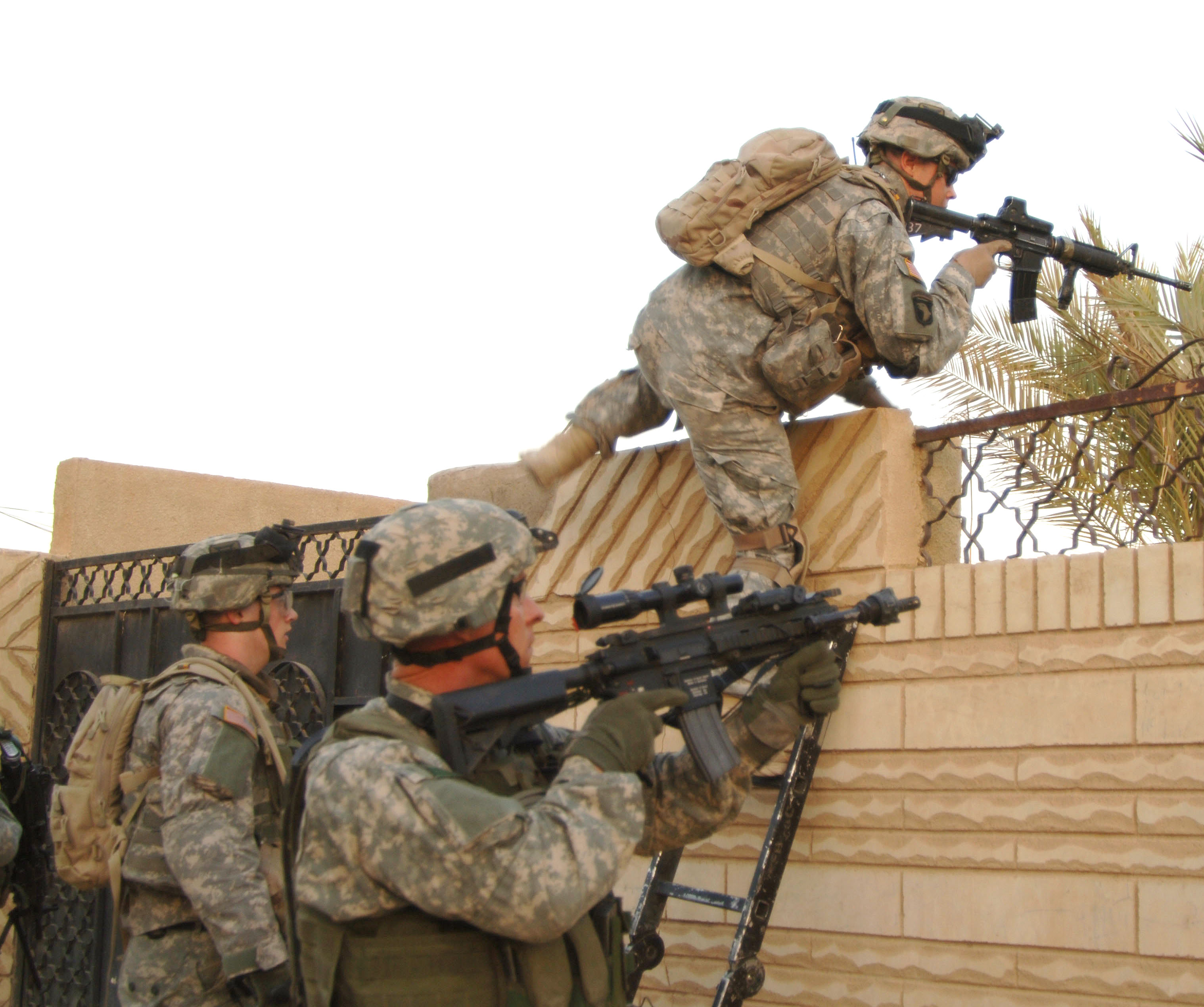
使用HK416的美軍士兵（下）

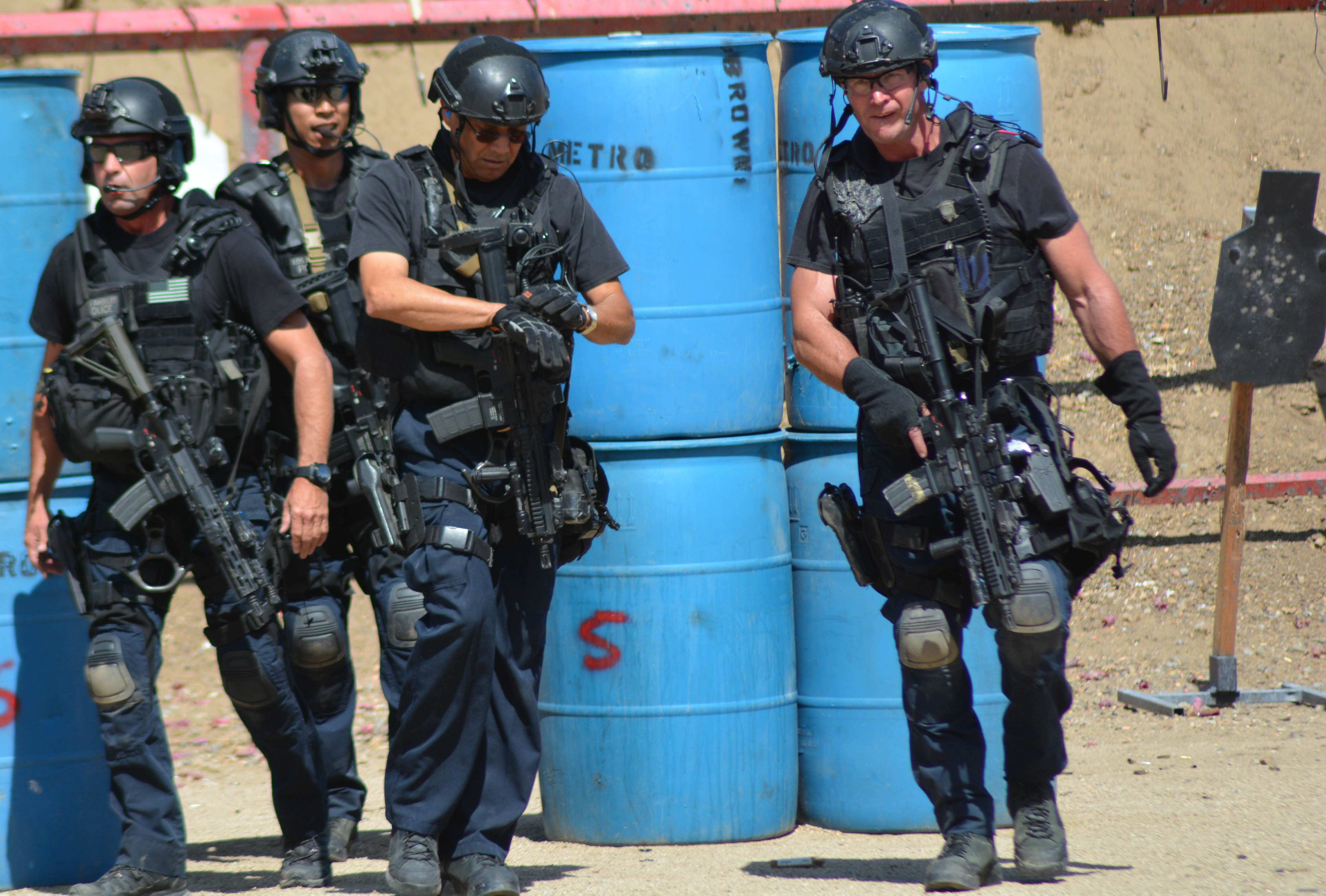
裝備HK416 D10RS的洛杉磯警察局SWAT隊員

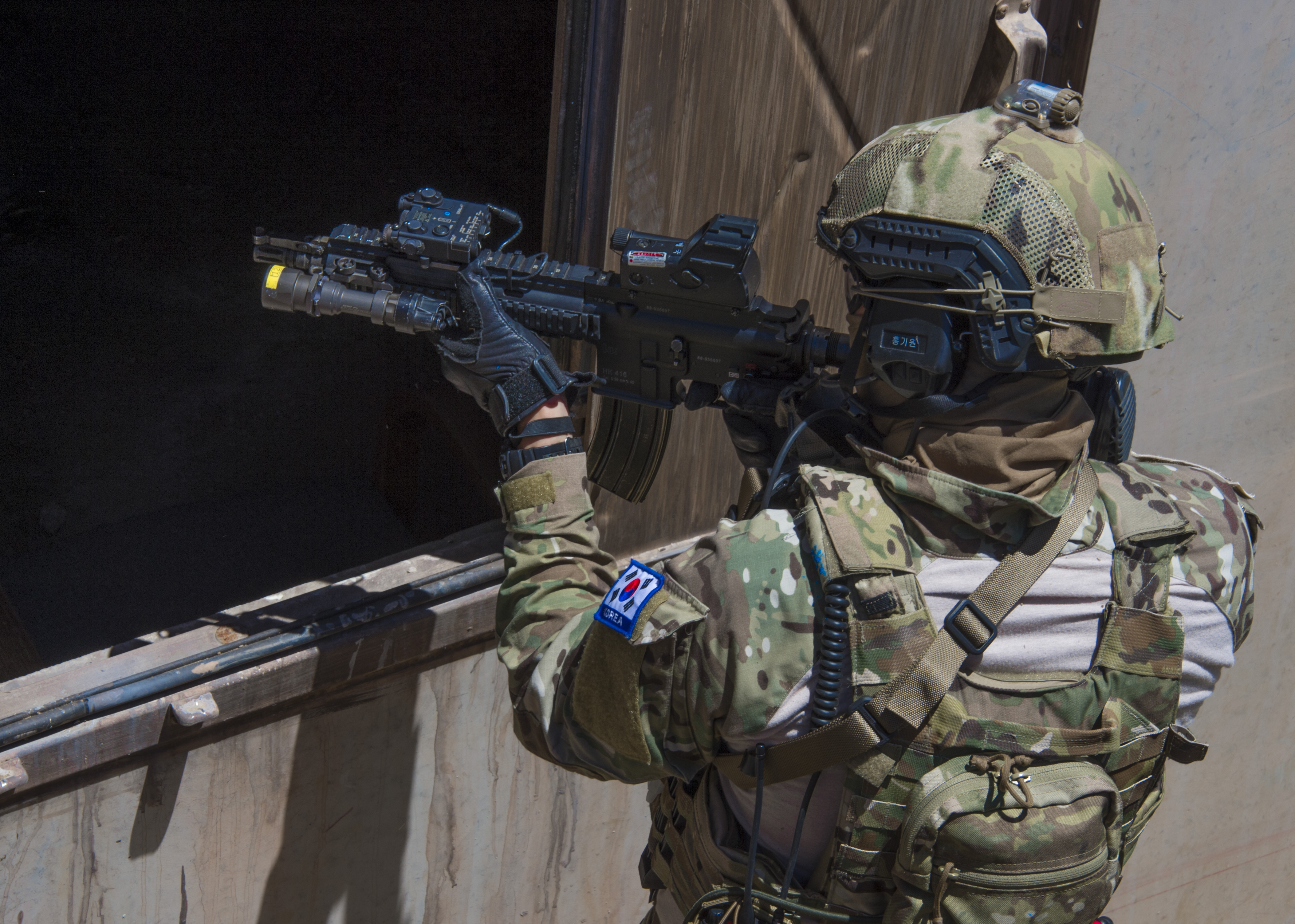
在「環太平洋14」演習中使用HK416 D10RS的海軍特戰戰團隊員

- 阿尔巴尼亚
  - 阿爾巴尼亞陸軍特種作戰團（英语：Special Operations Regiment (Albania)）（416 A5）
- - 澳洲陸軍特種作戰司令部（D10RS）[64]
- 巴西
  - 巴西聯邦警察戰術行動司令部（英语：Comando de Operações Táticas）（416 A3）[65][66]
  - 巴西聯邦警察準備干預組（416 A5）[67]
  - 巴西海軍戰鬥潛水員組（英语：GRUMEC）（416 A3、416 A5）[65]
- 加拿大
  - 地方警察單位
- - 克羅地亞共和國武裝部隊特種作戰司令部（英语：Special Forces Command (Croatia)）
- 捷克
  - 捷克陸軍（英语：Army of the Czech Republic）第601特種部隊群（英语：601st Special Forces Group）
  - 捷克共和國警察
- 爱沙尼亚
  - 愛沙尼亞國防軍：曾測試HK416 A5 - 11"，最終採用MARS-L[68]
  - 愛沙尼亞特種作戰部隊（英语：Estonian Special Operations Force）：2021年起採用HK416 A7 - 14.5"取代G36[69]
- 芬兰
  - 芬蘭邊防衛隊（英语：Finnish Border Guard）（416 A5）
- 法國
  - 法國武裝部隊（416 F；選定為新款制式步槍以取代FAMAS）[70]
    - 法國特種作戰司令部（英语：Special Operations Command (France)）
      - 法國空軍第10空中傘降突擊隊（英语：Air Parachute Commando No. 10）
      - 法國空軍第20空中傘降突擊隊[71]
      - 法國陸軍第13傘降龍騎兵團（D14.5RS、416 A5）[72]
      - 法國陸軍第1海軍陸戰傘降團（416C、D14.5RS、D10RS、416 A5）
      - 法國海軍突擊隊

    - 法國國家憲兵干預組

  - 法國國家警察
  - 對內安全總局
- 德国
  - 德國聯邦國防軍（G95 A1、G95K A1）
  - 德國聯邦警察GSG 9（G38）[73]
  - 德國邦警察（英语：Landespolizei）特別行動突擊隊
  - 德國陸軍特種部隊司令部（G38、G95）[74]
  - 德國海軍海上特種部隊司令部（英语：Kommando Spezialkräfte Marine）（G38、G95）
  - 德國聯邦海關（英语：Bundeszollverwaltung）
  - 黑森邦警察：採用G38 14.5英吋槍管半自動型，並未特別標明為G38 K[75][76]
- 匈牙利
  - 反恐中心（英语：Counter Terrorism Centre）（416 A5）
- 印度尼西亞
  - 印尼陸軍特種部隊司令部（英语：Kopassus）
  - 印尼海軍死亡之海分隊（英语：Denjaka）[77]
  - 印尼海軍蛙人部隊司令部（英语：KOPASKA）
  - 印尼空軍布拉沃90分遣隊（英语：Bravo Detachment 90）
  - 印尼國家警察（英语：Indonesian National Police）88特別分隊
- 愛爾蘭
  - 愛爾蘭陸軍遊騎兵聯隊（416 A5）[78]
  - 愛爾蘭和平衛隊緊急應變單位（英语：Garda Emergency Response Unit）
- 马恩岛
  - 曼島警察
- 義大利
  - 義大利海軍潛水員與突襲兵司令部（英语：Comando Raggruppamento Subacquei e Incursori Teseo Tesei）
  - 義大利陸軍第9傘降突擊團（英语：9th Parachute Assault Regiment）
  - 卡賓槍騎兵特別干預組
  - 義大利國家警察（英语：Polizia di Stato）中央保安行動局（英语：Nucleo Operativo Centrale di Sicurezza）
- 日本
  - 日本陸上自衛隊：用作測試，最終選擇豐和20式步槍[79]
    - 特殊作戰群（包括416 A5）

  - 日本海上自衛隊特別警備隊
- 约旦
  - 約旦特種作戰部隊（英语：Special Operation Forces (Jordan)）
- 科索沃
  - 科索沃警察特別干預組[80]
- 立陶宛
  - 立陶宛軍隊特種作戰部隊（英语：Lithuanian Special Operations Force）（416 A7）
- 盧森堡
  - 盧森堡陸軍（英语：Luxembourg Army）（416 A7；用以汰換斯泰爾AUG突擊步槍）[81]
  - 大公國警察（英语：Grand Ducal Police）特别單位（英语：Unité Spéciale de la Police）（416 A5）
- 马来西亚
  - 馬來西亞皇家警察特別行動指揮部（D10RS、D14.5RS）[82]
  - 馬來西亞海上執法局（英语：Malaysian Maritime Enforcement Agency）（416 A5）[83]
- 摩尔多瓦
  - 摩爾多瓦地面部隊（英语：Moldovan Ground Forces）特種部隊（416 A5）
- 蒙特內哥羅
  - 黑山軍隊（英语：Military of Montenegro）[84]
- 荷蘭
  - 荷蘭皇家陸軍突擊隊軍團（英语：Korps Commandotroepen）（D10RS、D14.5RS）[85][86]
[87]
  - 荷蘭皇家海軍陸戰隊海上特種作戰部隊（英语：Netherlands Maritime Special Operations Forces）[88]
  - 荷蘭皇家憲兵隊特別保安任務旅（英语：Brigade Speciale Beveiligingsopdrachten）[89]
- 挪威
  - 挪威國防軍（416 N、416 K、416 S；於2007年4月11日簽約訂購8200把HK416，以替換在1969年開始裝備的AG-3，他們的HK416裝有改裝過的護木及握把）[90]
- 菲律賓
  - 菲律賓海軍陸戰隊武裝偵察營（英语：Philippine Marine Corps Force Recon Battalion）[91][92]
- 波蘭
  - 波蘭憲兵（英语：Military Gendarmerie (Poland)）
  - 特種軍司令部（英语：Polish Special Forces）[93][94]
  - 波蘭警察（英语：Policja）（D10RS、416C）[95]
- 葡萄牙
  - 共和國國民警衛隊（英语：National Republican Guard (Portugal)）特種作戰干預小組（GIOE）[96]：採用HKey護木的416 A5 - 11"，配有Aimpoint T2、SureFire Scout Light及Steiner DBAL-D2
  - 葡萄牙陸軍（英语：Portuguese Army）特種作戰部隊中心（英语：Special Operations Troops Centre） （416 A5）[97]
- 羅馬尼亞
  - 羅馬尼亞海軍（英语：Romanian Navy）特種部隊（A5）
- 塞爾維亞
  - 塞爾維亞軍隊特別旅（英语：Special Brigade）[98]
- 新加坡
  - 新加坡共和國海軍部隊[99]
[100]
  - 新加坡武裝部隊特攻部隊（英语：Singapore Armed Forces Commando Formation）
  - 新加坡特種作戰部隊（英语：Special Operations Force (Singapore)）
- 斯洛伐克
  - 斯洛伐克武裝部隊第5特種部隊團（英语：5th Special Forces Regiment (Slovakia)）[101]
- 斯洛維尼亞
  - 特警單位
- - 大韓民國海軍特戰戰團[102]
  - 韓國軍事警察特別任務隊
  - 大韓民國警察廳警察特攻隊[103]
  - 總統安全局（英语：Presidential Security Service (South Korea)）
- 西班牙
  - 西班牙民間衛隊
  - 西班牙海軍特種海上作戰部隊（英语：Fuerza de Guerra Naval Especial）
- 突尼西亞
- 土耳其：曾計畫仿製HK416（命名為Mehmetçik-1（土耳其語：Mehmetçik-1））[104]，但取消改研發MPT-76以取代原有的HK G3。
  - 土耳其武裝部隊特種部隊（英语：Special Forces (Turkish Armed Forces)）（416 A5）
  - 警察特別行動部（英语：Police Special Operation Department）
- 乌克兰：俄羅斯入侵烏克蘭期間分別獲荷蘭和德國軍援416 A2及416 A7。
  - 烏克蘭武裝部隊[105]
- 英国
  - 英國特種部隊（曾有限以416C進行實戰測試但沒正式採用）
  - 漢普郡警察（英语：Hampshire Police）（416C）[106]
  - 西梅西亞警察（英语：West Mercia Police）
  - 大曼徹斯特警察（英语：Greater Manchester Police）
- 美国—多個執法部門及軍事單位，[107]包括：
  - 洛杉磯警察局城市分部（英语：Los Angeles Police Department Metropolitan Division）[108]
  - 美國國會警察特種武器和戰術部隊
  - 美國國家航空暨太空總署緊急反應部隊[109]
  - 美國聯邦調查局人質拯救隊[110]
  - 聯邦航空警察局（英语：Federal Air Marshal Service）
  - 美國菸酒槍炮及爆裂物管理局
  - 美國法警局
  - 美國中央情報局
  - 美國國防部
  - 美國聯合特種作戰司令部[111][112][113]
    - 美國陸軍第1特種部隊D作戰分遣隊
    - 美國海軍特種作戰開發群（目前已被Noveske N4所取代）
    - 美國空軍第24特種戰術中隊（英语：24th Special Tactics Squadron）

  - 美國空軍特種作戰司令部
  - 美國陸軍非對稱作戰群（英语：Asymmetric Warfare Group）[114]（前使用者）
  - 美國海軍陸戰隊（M27 IAR、M38 DMR；部份M27被換上HK416A5上機匣和11寸槍管，稱為“偵察武器套件”；“Reconnaissance Weapon Kit”）[115][116]

### 潛在用戶
- 中華民國
  - 海洋委員會海巡署海巡特勤隊：曾採購約80把測試用HK416及柯爾特M4A1型步槍，最終採用M4A1作為配備。[117]

## HK416與現代世界相若的突擊步槍比較
|                        | 俄羅斯 · AK-12                            | 美国 · M16A4         | 比利时 · FN SCAR L-STD | 德国 · HK416 A5-16.5" | 德国 · HK G36              | 奥地利 · 斯泰爾AUG A3 | 義大利 · 貝瑞塔ARX-160 | 瑞士 · SIG SG 550      | 中華民國 · T91步槍     |
| ---------------------- | ----------------------------------------- | -------------------- | ---------------------- | --------------------- | -------------------------- | --------------------- | ---------------------- | ---------------------- | ---------------------- |
| 外觀                   |                                           |                      |                        |                       |                            |                       |                        |                        |                        |
| 採用年份               | 2018年                                    | 2002年               | 2007年                 | 2005年                | 1997年                     | 2005年                | 2009年                 | 1990年                 | 2002年                 |
| 重量（不含彈匣），公斤 | 3.3                                       | 3.4                  | 3.545                  | 3.56                  | 3.63                       | 3.9                   | 3.1                    | 4.1                    | 3.17                   |
| 槍托伸展全長，毫米     | 945                                       | 1,033                | 900                    | 951                   | 999                        | 745                   | 920                    | 998                    | 880                    |
| 槍管長度，毫米         | 415                                       | 508                  | 368                    | 419                   | 480                        | 455                   | 406                    | 528                    | 406                    |
| 子彈                   | 5.45×39毫米 蘇聯口徑 5.56×45毫米 北約口徑 | 5.56×45毫米 北約口徑 | 5.56×45毫米 北約口徑   | 5.56×45毫米 北約口徑  | 5.56×45毫米 北約口徑       | 5.56×45毫米 北約口徑  | 5.56×45毫米 北約口徑   | 5.56×45毫米 北約口徑   | 5.56×45毫米 北約口徑   |
| 發射模式               | 半自動 兩發點放 全自動                    | 半自動 三發點放      | 半自動 全自動          | 半自動 全自動         | 半自動 全自動              | 半自動 全自動         | 半自動 全自動          | 半自動 三發點放 全自動 | 半自動 三發點放 全自動 |
| 發射速率，發／分鐘     | 600—700                                   | 700—950              | 550—650                | 700—900               | 750                        | 680—750               | 700                    | 700                    | 800-850                |
| 槍口初速，米／秒       | 900                                       | 948                  | 800                    | N/A                   | 920                        | N/A                   | N/A                    | 980                    | 840                    |
| 有效射程，米           | 625—800                                   | 600                  | 500                    | 500                   | 500                        | 450                   | 400—600                | 650                    | 400—600                |
| 彈匣容量，發           | 30 （60／95）                             | 30 （20／100）       | 30 （20／100）         | 30 （20／100）        | 30 （100）                 | 30 （42／100）        | 30 （20／100）         | 20 （5／10／30）       | 30 （42／100）         |
| 標準瞄準具型式         | 機械瞄具                                  | 機械瞄具             | 機械瞄具               | 機械瞄具              | 3倍光學瞄準鏡 準直式瞄準鏡 | 1.5倍光學瞄準鏡       | 開放式瞄具             | 機械瞄具               | 機械瞄具               |
| 步槍瞄準鏡安裝型式     | 皮卡汀尼導軌                              | 皮卡汀尼導軌         | 皮卡汀尼導軌           | 皮卡汀尼導軌          | 皮卡汀尼導軌               | 皮卡汀尼導軌          | 皮卡汀尼導軌           | 皮卡汀尼導軌           | 皮卡汀尼導軌           |
| 榴彈發射器             | GP-25／GP-30／GP-34                       | M203 M320            | FN40GL                 | HK AG-C/EGLM          | HK AG36                    | M203 HK AG-C/EGLM     | 貝瑞塔GLX-160          | SIG GL 5040            | T85                    |

## 流行文化
HK416及其衍生型同時在多部電影、電視劇和電子遊戲中登場。有關緊湊版本HK416C的登場作品請參見該條目。

### 電視劇
- 系列
  - ：裝有多種配件，由20分部的隊員所使用。
- 《海豹突擊隊》：裝有多種配件，由美國海軍特種作戰開發組和巴西海軍特種部隊所使用。
- 《痞子英雄》：涉及多項案件的關鍵步槍，與主線劇情緊密扣合。
- 《反恐特警組 (電視劇)》：多名SWAT特勤隊員使用。

### 電影
- 2009年—：裝有多種戰術配件，由康瑞德·豪瑟「公爵」（查寧·塔圖飾演）和華勒斯·威姆斯「瑞普克」（馬龍·韋恩斯飾演）於故事開頭所使用。
- 2009年—：裝上紅點鏡和戰術燈，由約翰·康納（克里斯汀·貝爾飾演）和部份抵抗軍成員所使用。
- 2010年—：為D10RS型，由強匪傑姆·考克林（傑瑞米·雷納飾演）所使用。
- 2011年—《沙漠神兵》：由法國海軍突擊隊於科索沃行動期間所使用。
- 2012年—：型號為D14.5RS的HK416，槍口裝上抑制器，由特警部隊在向30層高樓內的毒販進行攻堅戰時使用。
- 2012年—：裝有多種戰術配件，由參與海神之矛行動的美國海軍特種作戰開發組隊員所使用。
- 2012年—《海豹六隊：突襲奧薩馬·本·拉登（英语：Seal Team Six: The Raid on Osama Bin Laden）》：裝上EOTech全息瞄準鏡、AN/PEQ-15雷射瞄準器、前握把、抑制器等戰術配件，由美國海軍特種作戰開發組隊員所使用（部份為使用HK416上機匣的M4A1）。
- 2012年—：裝上紅點鏡，由教堂先生（布魯斯·威利飾演）所使用。
- 2013年—《全面攻佔：倒數救援》：由朝鮮恐怖份子和聯邦調查局人質拯救隊所使用。
- 2014年—《 》：裝上C-More紅點鏡和SureFire M900槍燈的D10RS型由李·聖誕（傑森·史塔森飾演）所使用；D14.5RS型被高戈（安東尼奧·班德拉斯飾演）所使用；自定義改裝型由巴尼·羅斯（席維斯·史特龍飾演）所使用。
- 2014年—：為D10RS型，裝有AN/PVS-14夜視儀、抑制器和Aimpoint Comp紅點鏡等配件，於故事後期由泰迪的手下所使用。
- 2015年—：以20發馬格普PMAG彈匣供彈，由梅林（馬克·史壯飾演）所使用。
- 2016年—《全面攻佔2：倫敦救援》：由假扮成三角洲部隊的恐怖份子、真正的三角洲部隊、英國陸軍第22特種空勤團以及主角麥克.班寧（傑拉德·巴特勒飾演）所使用，搭配瞄準鏡和戰術燈。
- 2016年—：由三角洲部隊的士兵所持有。
- 2017年—：為D10RS型，裝有EOTech全息瞄準鏡，由一名油田守衛所使用。
- 2018年—：為D10RS型，由美國中央情報局特别活動部不存在的特工小組組長詹姆士·席爾瓦（馬克·華柏格飾演）所使用。
- 2018年—《極盜戰》：為14.5寸槍管型，由雷·梅爾曼（帕布羅·薛伯飾演）所使用。
- 2018年—《摩天大樓》：故事開頭由聯邦調查局人質拯救隊幹員所持有。

### 電子遊戲
- 2007年—：命名為「HK416」，能加裝消音器，為反恐部隊專屬武器，奇怪地没有空倉掛機，而且在重新裝填動作開始時防塵蓋會自動閉上。第一人稱視角中武器模組採用鏡像佈局（右手持槍時拋殼口和復進助推器在左邊）。遊戲內另有一款以HK416為原型，改用馬格普工業公司生產的PMAG彈匣，並被稱為「Janus-5」的虛構武器。
- 2007年—《穿越火线》
- 2008年—《戰地之王》
- 2008年—：命名為「M416」，奇怪的在每次射擊後防塵蓋會自動閉上、没有空倉掛機、空倉重新裝填後玩家角色不會為槍枝上膛，而且在第一人稱視角中武器模組採用鏡像佈局（拋殼口和復進助推器在左側）。
- 2010年—：命名為「M416」，奇怪的在每次射擊後防塵蓋會自動閉上、没有空倉掛機、空倉重新裝填後玩家角色不會為槍枝上膛，而且在第一人稱視角中武器模組採用鏡像佈局（拋殼口和復進助推器在左側）。
- 2011年—：為14.5英吋槍管型，命名為「M416」，在聯機模式中作為突擊兵解鎖武器登場。
- 2011年—《特種部隊Online》：目前推出的樂透武器版本：Rocket HK416（為林書豪而設計的）
- 2012年—：命名為「M27」，改用AXTS（現Radian） RAPTOR-SL拉機柄及Geissele HK SMR護木，載彈量為30發（聯機模式時可使用改裝：延長彈匣增至40發），初始攜彈量為180發（戰役模式）和90發（聯機模式），最高攜彈量為390發（戰役模式）和240發（聯機模式、殭屍模式）。戰役模式之中完成「惨胜」（Pyrrhic Victory）戰役以後解鎖，由美國海軍海豹六隊、美國特勤局、“核心之日”屬下僱傭兵和洛杉磯警察局所使用；聯機模式時於等級31解鎖，並可使用各類配件進行改裝。
- 2012年—：登場型號為HK416及HK416C。HK416在單人模式時由馬科特遣隊所屬的美國海軍特種作戰開發組（包括“牧師”和“老媽”）、菲律賓海軍特種作戰群（英语：NAVSOG），以及阿特拉斯特遣隊所屬的波蘭軍隊行動應變及機動組幹員所使用。多人遊戲時為突擊兵的可用武器；HK416C只於多人遊戲中登場，為爆破兵的可用武器。
- 2013年—：為14.5英吋槍管型，命名為「M416」，歸類為突擊步槍，載彈量30+1發，單機模式中能夠由主角丹尼爾·雷克（Daniel Recker）所使用。聯機模式中則為突擊兵的解鎖武器。
- 2013年—《3》：於Apex DLC中加入。型號為HK416 A5 - 11"及HK416 A5 - 14.5"，分別命名為「SPAR-16」和「SPAR-16S」，可安裝各類瞄具及配件。
- 2015年—：為14.5英吋槍管型，命名為「M416」，歸類為突擊步槍，載彈量30+1發，能夠由罪犯操作者（Operator）所使用（執法機關解鎖條件為：以任何陣營進行遊戲使用該槍擊殺1250名敵人後購買武器執照），價格為$43,800。可使用各類配件進行改裝。單人模式當中則能夠由主角尼古拉斯·門多薩所使用。
- 2016年—《少女前線》：命名為HK416，為五星戰術人形，裝有40mm下掛榴彈發射器。
- 2016年—《逃離塔科夫》：型號為HK416 A5，上機匣為HK416 F樣式，可使用各類配件進行改裝。
- 2017年—《絕地求生》系列：命名為「M416」。可使用各類配件進行改裝。可使用單發或全自動。
- 2018年—：型號為HK416 F，命名為「416」，仍使用舊版導氣座。於與聯動的第15次更新加入，於聯動劇情「天使長行動」中由Twitch使用，可使用各類配件進行改裝。
- 2018年—《第三次世界大戰》：型號為HK416 D14.5RS，命名為「G38」，機匣標示為「DK 416」，改用Geissele HK SMR護木、Magpul B.A.D. Lever及薄身版槍托，可使用各類配件進行改裝。
- 2018年—《地面部隊》（Ground Branch）：型號為HK416D。
- 2019年—：在过场动画中由欧西亚空军第444航空基地警備兵和艾薇儿.米德（Avril Mead）所使用，配装20发弹匣和机械瞄具。
- 2019年—：命名為「416」，型號為HK416 F，可使用各類配件進行改裝。另有改用仿HERA IRS導軌護木（斜面拉長至HK416護木尺寸）及CQR握把槍托的「416短型」；改用Wedge Lock M-LOK護木、Magpul MIAD握把、VLTOR IMOD槍托及Armaspec R-23彈匣井握把的「416突擊型」；以及改用仿LVOA護木、MIAD握把、R-23彈匣井握把及附托腮板槍托的「416斥侯型」。
- 2019年—《決勝時刻：Mobile》：命名為「ICR-1」，可透過槍匠系統安裝各種配件及瞄準鏡；可在所有模式中使用。可使用單發（多人模式除外）或全自動。
- 2021年—《嚴陣以待》：型號為HK416 A5 - 11"，命名為「GA416」，配有Geissele HK SMR護木、Radian Raptor槍機拉柄及Magpul CTR槍托。可使用各類配件進行改裝。
- 2021年—《蔚藍檔案》：丹花伊吹的固有武器「Bottomless」原型。
- 2022年—《暗區突圍》：因版權問題在遊戲內更名為H416。
- 2024年—《蔚藍檔案》：丹花伊吹的固有武器「砰砰！醬」原型。
- 2024年—《三角洲行动》：命名为“K416突击步枪”。
- 2024年—《浩劫殺陣2：車諾比之心》：型號為HK416A5 11.5寸槍管型，命名為「AR416」，黑色槍身。

### 輕小說
- 2014年—《刀劍神域外傳Gun Gale Online》：型號為HK416 D和HK416C，分別由「微笑不間斷」隊員和Pitohui所使用。

## 外部連結
- （英文）—黑克勒-科赫官方頁面－HK416（页面存档备份，存于）
- （英文）—HKPRO—HK416
- （英文）—HKPRO—HK416分解圖片
- （英文）—Modern Firearms—HK416（页面存档备份，存于）
- （英文）—Heckler and Koch HK416 Enhanced Carbine[]
- （英文）—Military.com article on HK416（页面存档备份，存于）
- （英文）—Heckler & Koch DE article on the Norweigian HK416
- （英文）—The USA's M4 Carbine Controversy, includes the HK416（页面存档备份，存于）
- （挪威文）—Aftenposten: Arvtageren til AG-3 (Norwegian report on the army's new standard rifle)
- （挪威文）—Mil.no (Norwegian Armed Forces official website): Adjø til AG-3 ("Goodbye to AG-3", a short presentation of the new HK416)
- （挪威文）—Mil.no (Månedens gadget: Gadget of the month )
- （中文）—（页面存档备份，存于）

#invoke:Military navigation
Template:Navbox

Template:自衛隊現役單兵武器及彈藥
Template:愛沙尼亞國防軍現役單兵武器及彈藥